# Bad Urach

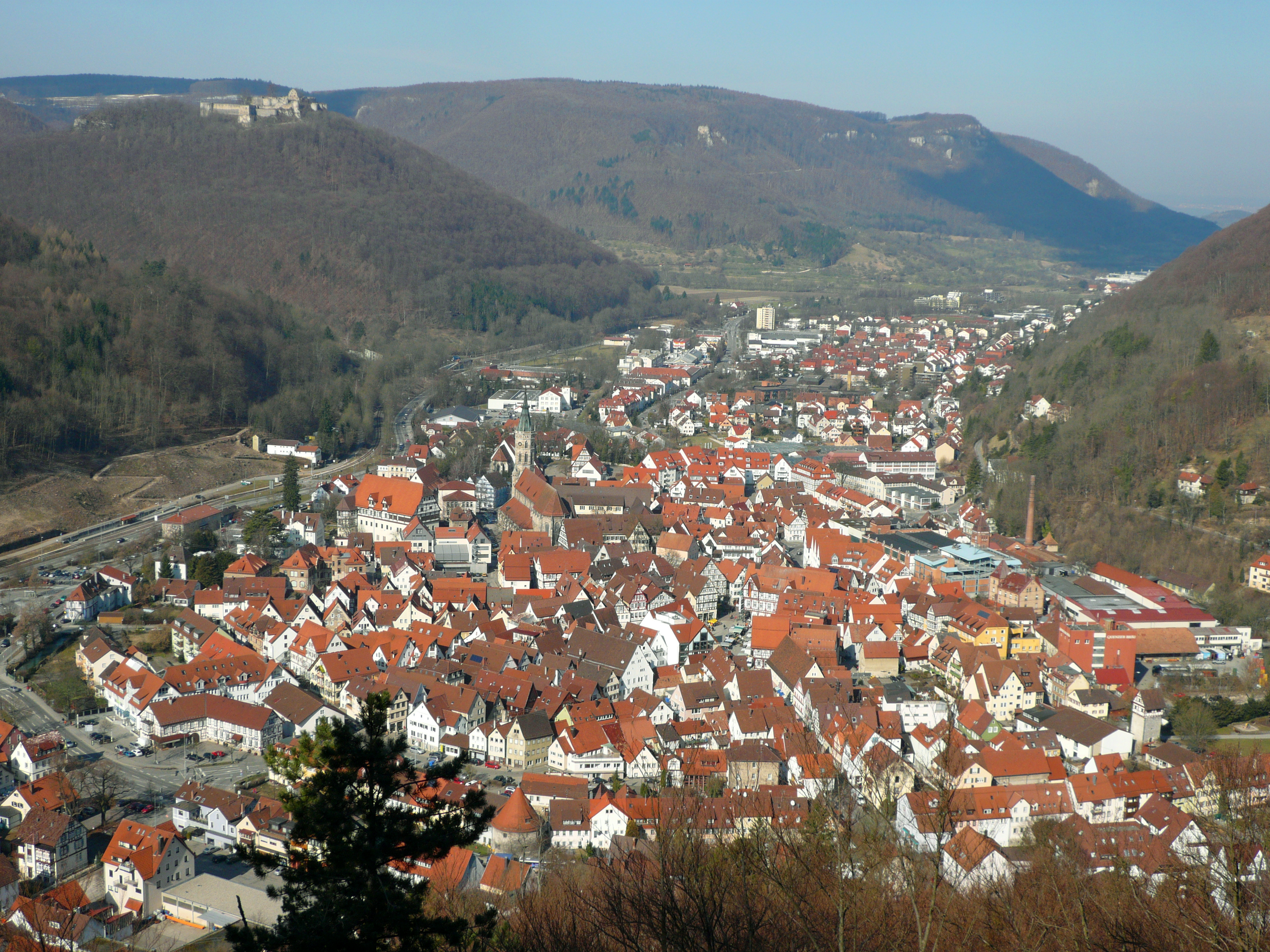
Bad Urach

Bad Urach (bis 1983 Urach) ist eine Stadt in der Schwäbischen Alb im Tal der Erms, im Landkreis Reutlingen in Baden-Württemberg. Sie gehört zur Region Neckar-Alb und zur Randzone der europäischen Metropolregion Stuttgart. Die Stadt ist staatlich anerkannter Luftkurort und Heilbad. Bekannt ist sie auch wegen des Uracher Wasserfalls und des alle zwei Jahre stattfindenden Schäferlaufs. Bad Urach ist mit seiner gesamten Gemarkung Teil des Biosphärengebiets Schwäbische Alb und des UNESCO Geoparks Schwäbische Alb.

## Geographie

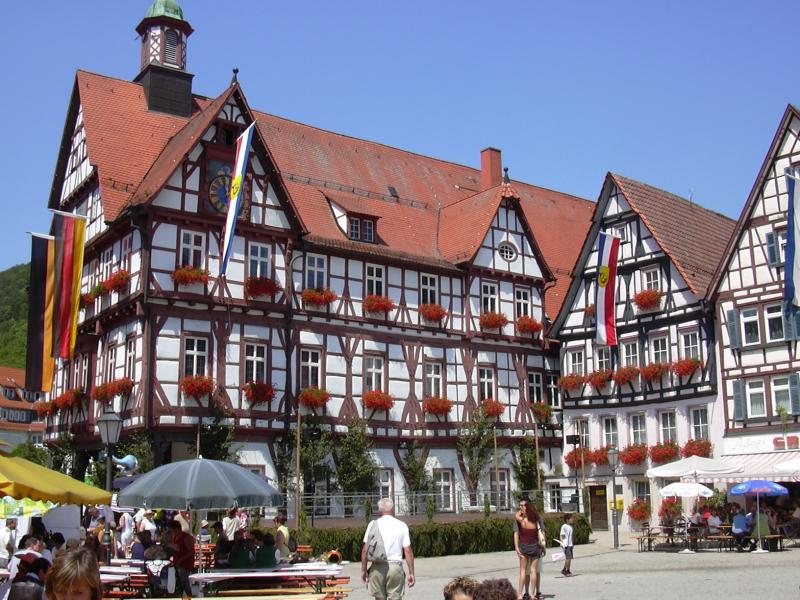
Marktplatz mit Rathaus

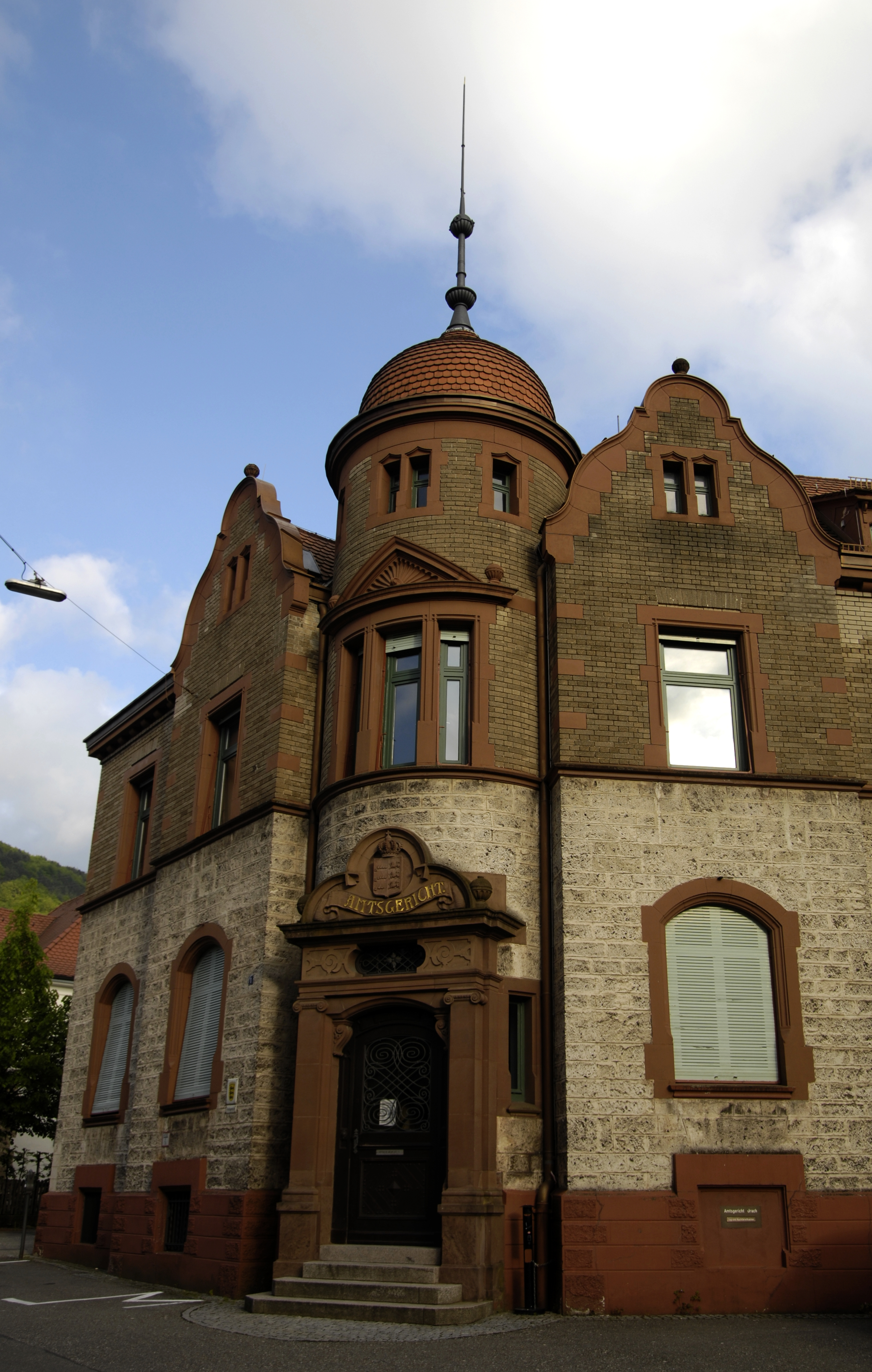
Amtsgericht

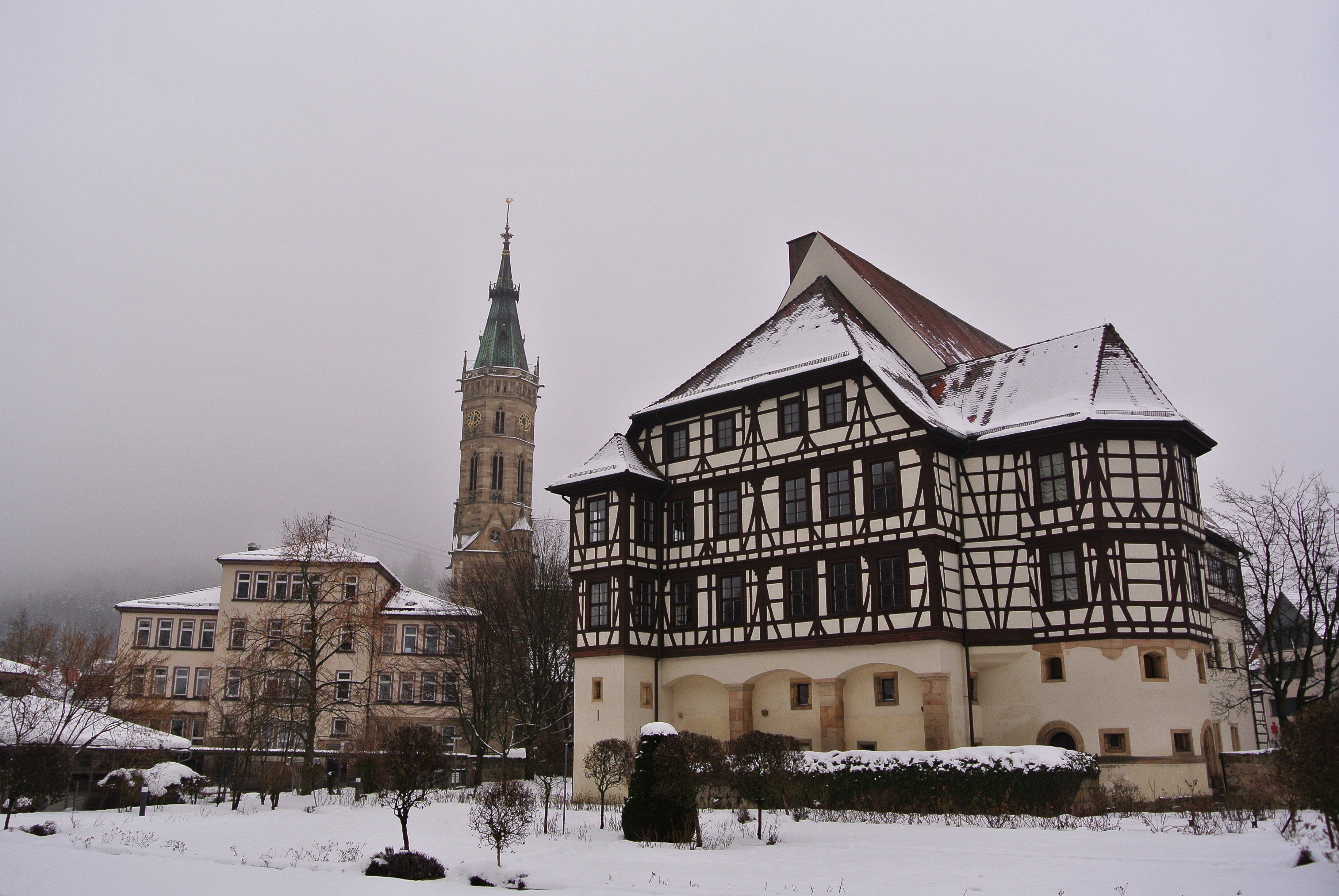
Schule, Amandus-Kirchturm und Schloss

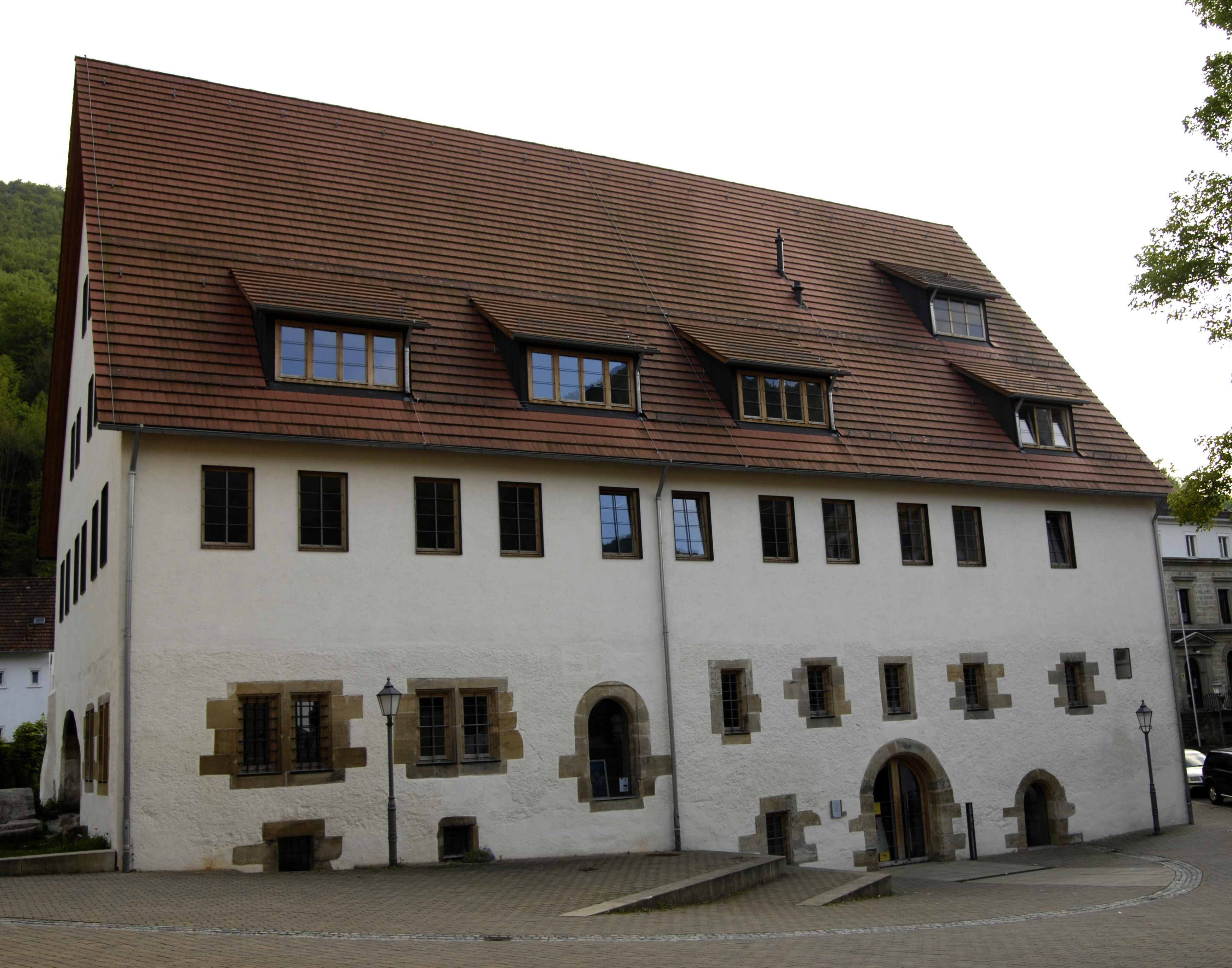
Die ehemalige Schlossmühle

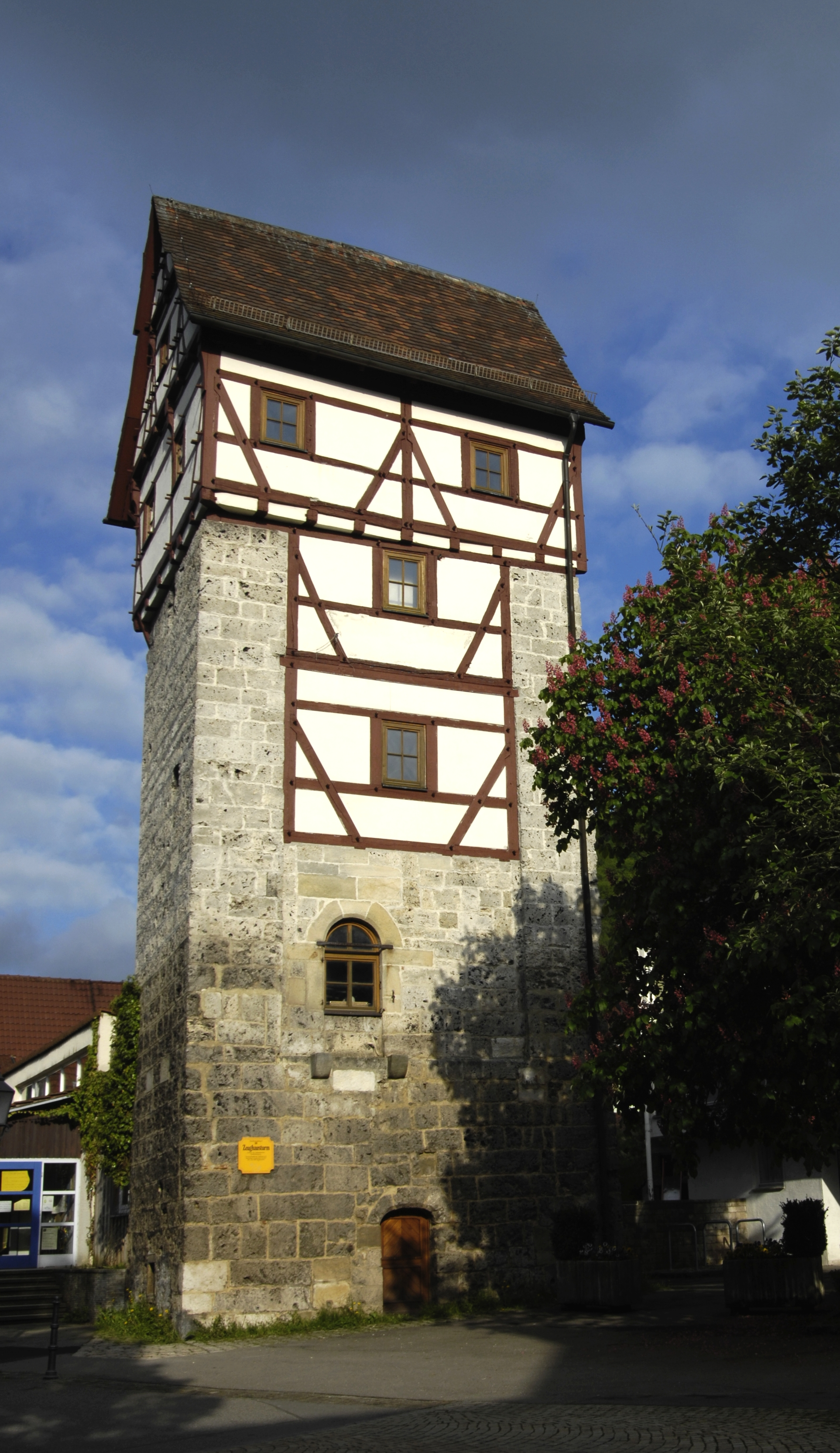
Der Zeughausturm

### Lage
Bad Urachs Lage wird zumeist beschrieben als „am Fuß der Schwäbischen Alb“, dies ist jedoch naturräumlich nicht korrekt. Die Stadt liegt zwar im Tal (der Erms), deutlich unterhalb des Albtraufs, das Stadtgebiet und die Umgebung sind jedoch in allen Richtungen als Teil der Schwäbischen Alb anzusehen. Verfolgt man den Verlauf der Erms von ihrer Mündung in den Neckar flussaufwärts, beginnt die Schwäbische Alb ungefähr bei Metzingen, für das die Lagebezeichnung „am Fuß der Alb“ zutrifft. Im Stadtgebiet von Bad Urach wird außerdem der Gesteinsuntergrund überall von Schichten des Oberen Jura gebildet (wenn nicht jüngere Ablagerungen aus Pleistozän und Holozän darüber liegen), geologisch liegt Bad Urach auf jeden Fall innerhalb der Schwäbischen Alb.
Der historische Kern der Stadt liegt an der Mündung der Elsach in die Erms, er wird an zwei Seiten begrenzt von diesen beiden Flüssen. Da bei Bad Urach noch aus verschiedenen anderen Richtungen Täler in das Ermstal einmünden, wird auch vom Bad Uracher Talknoten gesprochen.
Die höchste Stelle im Stadtgebiet Bad Urachs liegt auf 789,34 m ü. NHN, auf einer unbenannten Kuppe an der westlichen Stadtgrenze zu St. Johann, ungefähr 1000 m westsüdwestlich vom Uracher Wasserfall. Die tiefste Stelle im Stadtgebiet ist mit einer Höhe von 417,9 m ü. NHN der Ort, an dem die Erms das Stadtgebiet nach Norden, in Richtung Dettingen, verlässt.

### Geologie
Der Gesteinsuntergrund um Bad Urach bildet einen Ausschnitt – den oberen, jüngsten Ausschnitt – des südwestdeutschen Schichtstufenlandes. Die Gesteinsschichten, die im Stadtgebiet von Bad Urach die Erdoberfläche bilden, gehören im Wesentlichen dem Oberen Jura an, d. h. sie sind zwischen 145 und 163 Millionen Jahre alt. Aufgrund einer flachen Einsenkung der Schichtlagerung, der sogenannten Uracher Mulde, ist hier die Schichtenfolge sogar vollständiger erhalten als in den meisten anderen Gebieten der Schwäbischen Alb. Vom Talgrund die Hänge hoch bis auf die Hochfläche der Alb steht ein vollständiges Profil des Oberjura an, von der Impressamergel-Formation auf ca. 450 m ü. NHN bis zur Hangende-Bankkalke-Formation auf ca. 750 m ü. NHN. Im Wesentlichen handelt es sich bei den Oberjura-Sedimenten um Kalke, zu einem geringeren Teil auch um Mergel. Zur tiefsten Stelle des Stadtgebiets hin, wo die Erms das Stadtgebiet verlässt, streichen am Hangfuß auch die obersten Schichten des Mittleren Jura aus, die eher tonig ausgeprägt sind.
Differenziert wird die geologische Situation durch drei Aspekte: Zum einen deckt den Talboden zumeist eine Schicht aus quartärem Sinterkalk, den das Wasser der Erms hier abgelagert hat. Zum anderen haben im Miozän eine ganze Reihe von Vulkanschloten den Kalkkörper des Oberjura durchschlagen. Sie gehören zum Urach-Kirchheimer Vulkangebiet. Nachgewiesen sind sie entweder geomagnetisch oder durch Funde von Schlotbrekzie. Schließlich sind die Hochflächen oder auch die Talflächen oft von holozänen Ablagerungen überdeckt und an den Hängen liegt über dem anstehenden Gestein (Weißjura-)Kalkschutt.
In Bad Urach befindet sich die mit 61 °C heißeste Thermalquelle Baden-Württembergs. Die hohe Wärme beruht auf einer Temperaturanomalie im Untergrund. 1970 wurde die Thermalquelle erschlossen. Sie dient dem Kur- und Heilbadbetrieb. Das Mineral-Thermalbad „AlbThermen“ sowie das „Gesundheitszentrum Schwäbische Alb“ nutzen das Wasser für ihre Gäste. Vor mehreren Millionen Jahren herrschte in der Region aktive Vulkantätigkeit vor. Die Überreste hiervon bilden mit über 350 dokumentierten Plätzen das Gebiet Schwäbischer Vulkan, auch  Urach-Kirchheimer Vulkangebiet genannt.
Zur Ausnutzung dieser Temperaturanomalie bestand fast ein Jahrzehnt lang das Geothermie-Projekt „Hot-Dry-Rock Bad Urach“ mit den Zielen der geothermischen Stromerzeugung und der Erdwärmeversorgung eines Großteils der Stadt. Die Vollendung des bis dahin aussichtsreichen und weltweit beachteten Projekts scheiterte 2004 an der Entscheidung des damaligen Ministerpräsidenten Erwin Teufel, die notwendige Nachfinanzierung zu bewilligen. Seitdem werden die Bohrungen genutzt, um Thermalwasser zu fördern. In den Jahren 2021 und 2022 wurden zwei neue Bohrungen abgeteuft, mit denen zusätzlich zur Versorgung mit Thermalwasser ein Nahwärmenetz betrieben werden soll.

### Stadtgliederung
Bad Urach besteht aus den Stadtteilen Hengen (687,01 ha; 899 Einwohner, Stand 31. Dezember 2014), Seeburg (220,65 ha; 278 Einwohner), Sirchingen (481,78 ha; 957 Einwohner), Bad Urach (2.797,89 ha; 9133 Einwohner) und Wittlingen (1362,24 ha; 1068 Einwohner). Mit Ausnahme des Stadtteils Bad Urach bilden die Stadtteile zugleich Ortschaften im Sinne der baden-württembergischen Gemeindeordnung.
Zum Stadtteil Bad Urach gehören die Stadt Urach, die Kartause Güterstein und die Häusergruppe Bleiche. Zu den Stadtteilen Hengen und Sirchingen gehören jeweils nur die gleichnamigen Dörfer. Zum Stadtteil Seeburg gehören das Dorf Seeburg, Schloss und Hof Uhenfels und das Einzelhaus Wyhler ob Seeburg, und zum Stadtteil Wittlingen gehören das Dorf Wittlingen, das Gehöft Hohenwittlingen und die Einzelhäuser und Häusergruppen Elektrizitätswerk, Georgenau, Pumpwerk Ermsgruppe XIII, Pumpwerk Vordere Albgruppe, Schanz und Villa Mühleisen.
Im Stadtteil Hengen liegt die abgegangene Burg Fischburg. Im Stadtteil Bad Urach liegen die abgegangenen Ortschaften Berg, Gyrenbad, Merzhausen, Mietenhausen, Pfählen, Sontheim und Weiler, und im Stadtteil Wittlingen liegen die abgegangenen Ortschaften Hennibrunnen, Hofstetten und Winneden sowie die abgegangene Burg Baldeck.

### Nachbargemeinden
Folgende Städte und Gemeinden grenzen an die Stadt Bad Urach, sie werden im Uhrzeigersinn beginnend im Norden genannt und gehören zum Landkreis Reutlingen:
Hülben, Grabenstetten, Römerstein, Gutsbezirk Münsingen, Münsingen, St. Johann und Dettingen an der Erms.

### Schutzgebiete
Die Stadtfläche von Bad Urach liegt fast vollständig in verschiedenen Schutzgebietskategorien. Im Westen der Stadt liegt das Naturschutzgebiet Rutschen und im Norden das Naturschutzgebiet Nägelesfelsen. Beide werden vom Landschaftsschutzgebiet Reutlinger und Uracher Alb umgeben, das etwa die Nordhälfte der Stadtfläche einnimmt. im Osten liegt das Landschaftsschutzgebiet Fischburgtal. Daneben gibt es eine Reihe kleinerer Landschaftsschutzgebiete, die sich um Seeburg, Wittlingen und Hengen verteilen: die Öde und Sommerschafweide unter dem Ernstfeld, die Öde am Hartberg, die Sommerschafweide im Buch, die Wolfsschlucht, der Waldkopf östlich der Ruine Hohenwittlingen und die Brunnhalde südlich Hof Hohenwittlingen.
Ein Großteil der Stadtfläche gehört zum FFH-Gebiet Uracher Talspinne und zum Vogelschutzgebiet Mittlere Schwäbische Alb. Das gesamte Stadtgebiet gehört zum Biosphärengebiet Schwäbische Alb, wobei das Fischburgtal, die Gewanne Talsteige und Kazletter und die Bereiche um den Nägelesfels als Kernzonen ausgewiesen sind.

## Geschichte

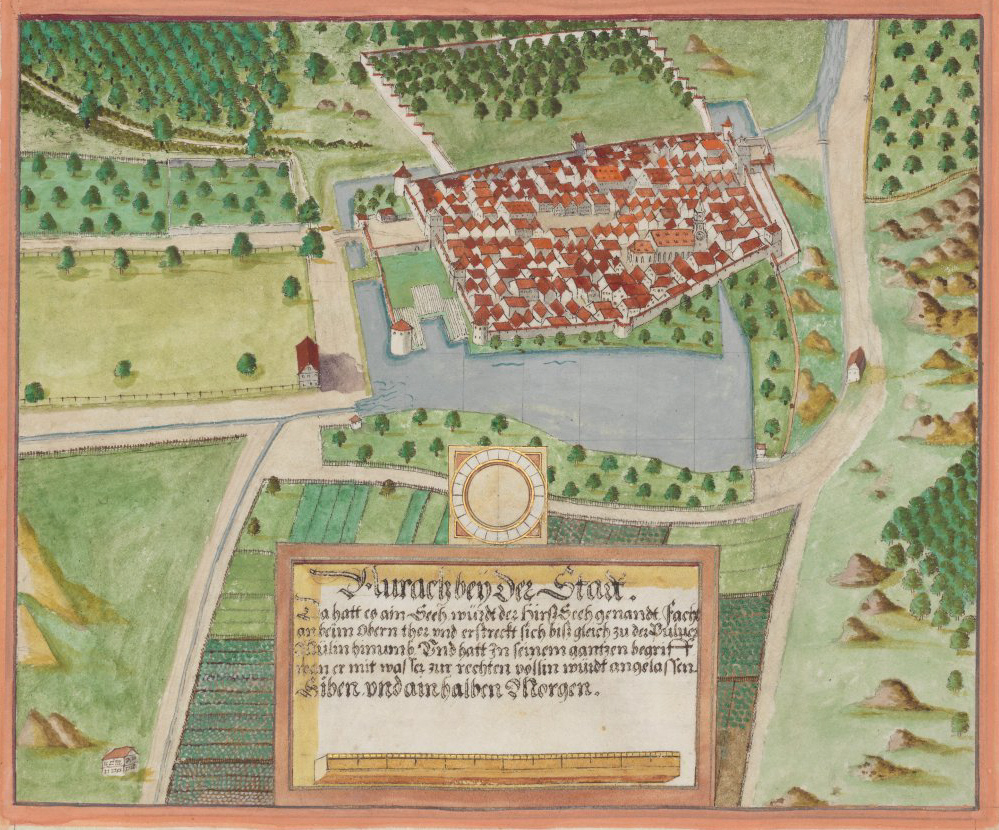
Urach im 17. Jahrhundert

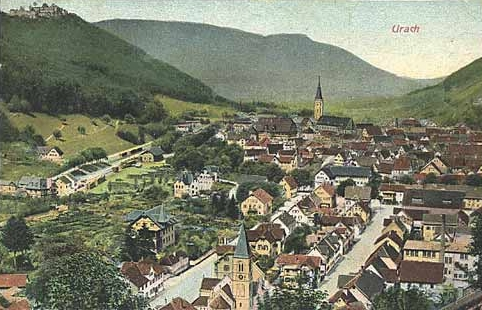
Urach 1912

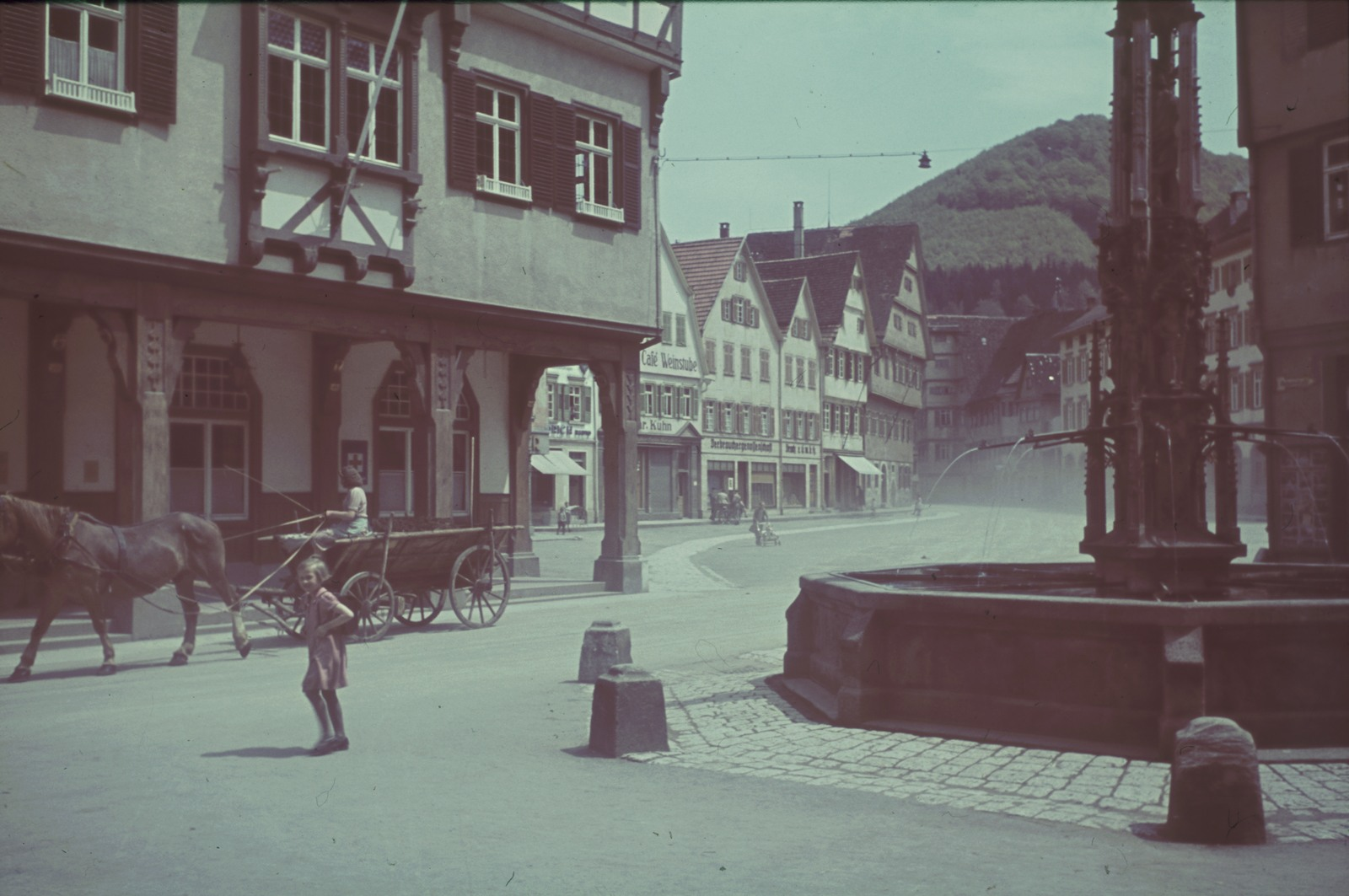
Marktplatz Urach, um 1937–1942 (Foto von Franz Grasser)

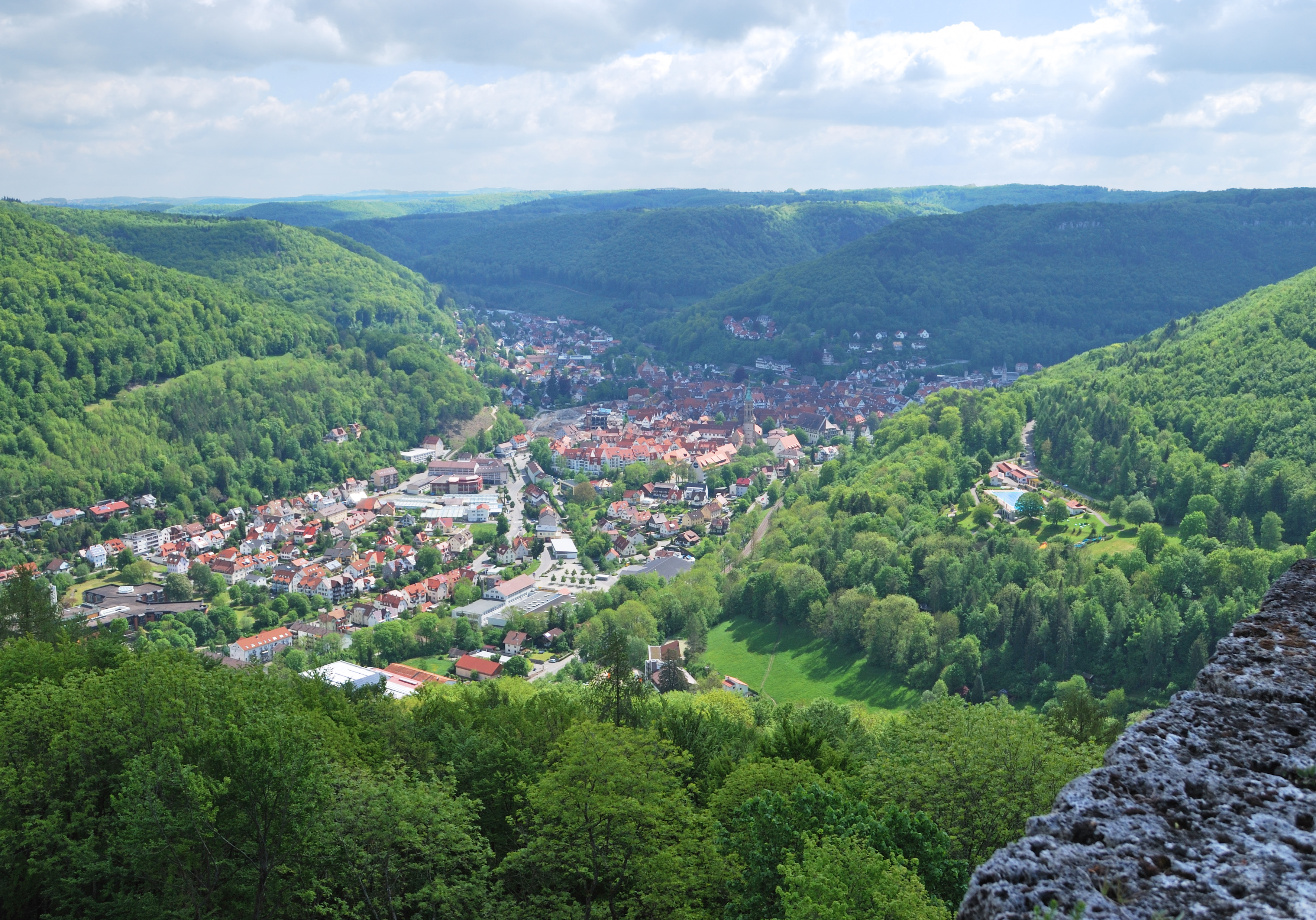
Ein Blick auf Bad Urach von der Ruine aus

### Frühe Geschichte
Der Ortsname setzt sich aus ahd. ûr „Auerochse“ und dem Gewässernamen -ach zusammen und bedeutet „(Siedlung am) Auerochsenbach“.
Reichhaltige Funde auf dem Runden Berg bei Bad Urach belegen, dass dieser in der Spätantike/Frühmittelalter eine bedeutende alamannische Höhensiedlung und ein Machtzentrum der Alamannen war. Urach war Anfang des 12. Jahrhunderts Sitz eines von Egino I. gegründeten Grafengeschlechts. Die heutige Siedlung wurde wahrscheinlich mit Markt und Pfarrei Urach um 1100 gegründet, nachdem die Vorfahren der Grafen von Urach und Achalm ihren Stammsitz mit Grablege in Dettingen aufgegeben hatten. 1265 verkaufte Graf Heinrich von Fürstenberg die Burg Hohenurach und die meisten Besitzungen an Graf Ulrich von Württemberg.
Während der Teilung Württembergs von 1442 bis 1482 war Urach Residenzsitz des Grafen der Uracher Linie. Besonders hervorzuheben ist die Uracher Hochzeit zwischen dem Grafen Eberhard V. im Bart und Barbara Gonzaga, in der die Macht des Grafen demonstriert wurde.
Bei Bad Urach befinden sich folgende Burgruinen und Burgreste: Burg Baldeck, Burg Blankenhorn, Burg Hohenwittlingen, Burg Hohenurach, Burgrest Fischburg, Burg Littstein, Burg Pfälen, Burg Runder Berg, Burg Schorren (Venedigerloch, Schorrenhöhle) und Burg Seeburg.

### Dreißigjähriger Krieg
Nach der verlorenen Schlacht bei Nördlingen war Württemberg vollständig von Truppen entblößt. Wenige Tage später, am 9. September 1634 (alten Stils), erschienen bayerische Reiter in der Gegend von Urach. Stadt und Festung wurden damals unter dem weimarischen Oberstleutnant Gottfried Holtzmüller verteidigt.
Drei erste Anläufe durch das Infanterieregiment Reinach auf die Dettinger Schanzen konnte Holtzmüller bis zum 10. September abwehren. Doch als am 19. Oktober 1634 Graf Walter Butlers Dragonerregiment anrückte und Tiefenbach die Stadt albseitig umschloss, wurde die Lage prekär. Am 21. Oktober 1634 gab Butler schließlich das Signal zum Angriff, indem er die Brandfackel an die Metzinger Keltern legte. Butler marschierte auf Seiten der Weinberge vor. Um nach Urach vorzudringen, musste er die Wagenburg bei Dettingen gewinnen, hinter der sich mutige Dettinger Bürger und ein Teil der Hohenuracher Besatzung verschanzten. Das Kräfteverhältnis vor dem Sturm auf die Stadt:
- Schweden-Weimarer: 
  - Gottfried Holtzmüller: 150-300 Dragoner und Soldaten
  - Georg Albrecht von Bettendorf: 50 Mann württembergische Besatzungsknechte
  - Einige Dorf- und Stadtschützen
- Kaiserliche: 
  - Obrist Graf Walter von Buttler: etwa 900 Dragoner und Kroaten
  - Infanterieregiment Tiefenbach: 750 Mann
  - Infanterieregiment „Grünewehr“: Unbekannt

Als der Sturm auf die Wagenburg losbrach, strömte das feindliche Fußvolk unaufhörlich über die Weinberge herab und durchschlug die verteidigte Schanze. 94 Bürger und 30 württembergische Knechte wurden niedergemacht.
Der Marktort Dettingen erfuhr Tage der Plünderung; der Weg nach Urach war nun offen. Am 21. Oktober 1634 begann die Belagerung der Amtsstadt. 12 Tage lang konnte sich Urach der Übermacht erwehren und wurde während dieser Zeit sechsmal zur Kapitulation aufgefordert. Doch Holtzmüller lehnte die Akkordaufforderung ab. Erst als am 2. November 1634 der Pulverturm im Hundsstall explodierte, gab er die Stadt auf und floh auf die Burg. Zur Strafe für die Weigerung wurde Urach 5 Tage lang der Plünderung preisgegeben. Danach zogen kaiserliche Truppen ein.
Vor allem unter der Belagerung des Hohenurach (bis 24. Juli 1635 nach Martens / 28. Juli nach Sattler), litt die Bevölkerung schwer. Bis Ende 1637 lagen insgesamt 18.000 Soldaten in Stadt und Amt Urach. Ausgezehrte Regimenter zogen ab und wurden durch frische Kräfte ersetzt. In dieser Zeit wurden 27 Dörfer in Brand gesteckt. Im Januar 1639 wurde die Stadt wieder Württemberg angegliedert. Es verlor jedoch dreifünftel seiner Ortschaften an Claudia von Tirol, welche die Pfandschaft Achalm beanspruchte.
Die Uracher Kriegsschäden beliefen sich bis hierhin auf eine Million Gulden. Als höchste Posten schlugen dabei 319.000 fl. Quartierskosten und 400.000 fl. Verluste durch Ausplünderung zu Buche.
Am 11. April 1638 wurde die Stadt durch eine Reiterabteilung unter Schaffalitzky des Nachts überfallen und kurzzeitig besetzt. Dass sich Urach dem württembergischen Ritter, der Weimar diente, freiwillig ergab, ist anzunehmen. Schaffalitzky griff daraufhin Pfullingen an und forderte auch Reutlingen zur Übergabe auf. Doch die Weimarer mussten sich am 20. April unverrichteter Dinge zurückziehen, da sich mit Johann von Götzen ein kaiserliches Heer näherte. Wieder wurde die Stadt geplündert.
Urach hatte zwei Haupttore. Das Obertor im Osten, das Untertor am Westende der Stadt. Die Schwan’sche Hammerschmiede wurde während der Belagerung von Holtzmüller niedergebrannt, um freies Schussfeld zu schaffen. Außerdem hatte die Stadt drei Getreidemühlen (und) eine „ob der Stadt am Espach und eine zu Mietenhausen“. In der Spitalmühle durfte nur die spitalseigene Frucht gemahlen werden. Außerdem gab es in Urach drei Papiermühlen und eine Druckerei. Alle Mühlen vor den Mauern und sämtliche Gehöfte gingen bei den Feindseligkeiten in Flammen auf. Der angerichtete Schaden durch den Beschuss blieb an den städtischen Gebäuden allerdings gering und wurde mit 5000 Gulden beziffert.

### „Uracher Leinwandhandlungs-Compagnie“
1599 ließ Herzog Friedrich I. von Württemberg die Uracher Webersiedlung anlegen und siedelte dort vor allem Feldtstetter Weber an. Doch mit dem folgenden Krieg brach der Handel zusammen. Nach Abzug der kaiserlichen Truppen bemühte sich der Uracher Kaufmann Stephan Schwan ab 1641 darum, die Leinenweberei wieder aufzubauen. Sein Ziel war es, mit der Gründung einer Monopolgesellschaft den Leinwandhandel in Stadt und Amt Urach zu kontrollieren. Er bat deshalb nach dem Ende des langen, insbesondere für das Amt Urach verheerenden Krieges, 1648 Herzog Eberhard III. von Württemberg ihm das alleinige Ankaufsrecht für Leinwand zu übertragen. Eberhard begegnete dem Plan mit Skepsis, stimmte letztlich der Gründung einer Monopolgesellschaft aber zu. Stephan Schwan erlebte die herzogliche Bewilligung nicht mehr. Er starb einige Wochen vorher, am 15. März 1661. So verblieb es seinen Erben die „Privilegierte Uracher Leinwandhandlungs-Compagnie“ zu gründen. Natürlich wollte auch der Herzog am erwarteten finanziellen Erfolg der Compagnie Anteil haben. Er beteiligte sich deshalb offiziell an der neuen Gesellschaft.

### Spätere Jahre
Schwans Bruder Bernhard richtete 1641 die zerstörte Uracher Hammerschmiede wieder auf. Aufgrund der Armut, Zerstörung und Verrohung, die 30 Jahre Krieg mit sich gebracht hatten, konnten mancherorts „mangels Geld und Mannschaften“ die Winter- und Sommerschulen erst 1688 abgehalten werden. Dabei war die Schulpflicht durch die Kirchenreform von Johann Valentin Andreae bereits bei Kriegsende erlassen worden. Dennoch gelang der Wiederaufbau dank Männern wie den Gebrüdern Schwan. Ab 1688 erfolgte ein jäher Rückschlag: Infolge des Pfälzischen Erbfolgekriegs und dem Einmarsch der Franzosen unter Ezéchiel de Mélac und fünf Jahre später durch Marschall de Lorges, stieg die Not bis 1693 so hoch wie in den Jahren nach 1635, auch wenn es im Uracher Stadtgebiet in dieser Zeit zu keinen direkten Kriegseinwirkungen kam.
Die Franzosen entsandten sogenannte Salvaguardien, Schutzwachen, die hohe Repressalien erpressten. Dies waren im Falle der Stadt und Universität Tübingen beispielsweise 24.000 Gulden, hinzu kamen noch Lieferungen wie Heu, Getreide oder Wein. Wie überall im Land, so kam es infolgedessen auch in Urach zur Hungersnot mit Toten auf den Straßen. Noch im Spanischen Erbfolgekrieg erhoben bayerische und französische Truppen von der hiesigen Bevölkerung Kontributionszahlungen. 1701 wurde daher württembergisches Militär ins Amt verlegt, Burg und Stadt Urach sowie das Schloss Grafeneck bekamen eine Besatzung von insgesamt 800 Mann. Im Vorfeld der Schlacht von Höchstädt 1704 ereigneten sich immer wieder Gefechte in den Albdörfern. Von den Verteidigungsmaßnahmen der Bürger zeugen zahlreiche Schanzen, angelegt an den Verkehrswegen, die als Erdhügel bis heute zu erkennen sind.

### 19. Jahrhundert
Auch nach der Gründung des Königreichs Württemberg blieb Urach Sitz des gleichnamigen Oberamts, welches jedoch im Zuge der neuen Verwaltungsgliederung einige Änderungen erfuhr. 1873 erhielt Urach über die Ermstalbahn Anschluss an den Schienenverkehr.

### 20. Jahrhundert
Während der NS-Zeit in Württemberg wurde 1934 das Oberamt Urach in Kreis Urach umbenannt und 1938 aufgelöst, wobei die Stadt Urach an den Landkreis Reutlingen fiel. Nach dem Zweiten Weltkrieg gelangte die Stadt in die Französische Besatzungszone und kam somit 1947 zum neu gegründeten Land Württemberg-Hohenzollern, welches 1952 im Land Baden-Württemberg aufging.
Seit 1983 ist die Stadt ein staatlich anerkannter Luftkurort und ein Heilbad. 1991 fanden in Bad Urach die Heimattage Baden-Württemberg statt.

### Einwohnerentwicklung
Es handelt sich um Einwohnerzahlen nach dem jeweiligen Gebietsstand. Die Zahlen sind Volkszählungsergebnisse oder amtliche Fortschreibungen des Statistischen Landesamtes Baden-Württemberg (nur Hauptwohnsitze).
| Jahr | Einwohner |
| ---- | --------- |
| 1383 | 1.085     |
| 1470 | 1.805     |
| 1525 | 1.725     |
| 1598 | 2.075     |
| 1634 | 2.300     |
| 1652 | 1.355     |
| 1690 | 2.288     |
| 1743 | 2.730     |
| 1783 | 2.970     |
| 1802 | 2.742     |

| Datum | Einwohner |
| ----- | --------- |
| 1961  | 8.556     |
| 1970  | 9.330     |
| 1991  | 12.546    |
| 1995  | 12.511    |
| 2000  | 12.710    |
| 2005  | 12.732    |
| 2010  | 12.317    |
| 2015  | 12.143    |
| 2020  | 12.473    |

### Geschichte der Stadtteile
Hengen wurde am 1. Dezember 1972 eingemeindet und hat circa 854 Einwohner. Der Stadtteil mit dörflichem Charakter liegt mit 736 m ü. NN auf der Albhochfläche. Jährlich wird Mitte August ein von den Vereinen unterstütztes Dorffest veranstaltet. Hengen ist dreifacher Sieger des Wettbewerbs „Unser Dorf soll schöner werden“.
Seeburg, seit dem 1. Januar 1975 Stadtteil von Bad Urach, zählt 302 Einwohner und ist wie Bad Urach im Tal gelegen. Sehenswert sind unter anderem das Rathaus von 1815, das 1616 restaurierte und 1836 neu erbaute Pfarrhaus, die Seeburg und Schloss Uhenfels.
Die Siedlung Sirchingen wurde um 400 n. Chr. auf einem erloschenen Schlot des „Schwäbischen Vulkans“ gebaut. Eingemeindet wurde Sirchingen am 1. September 1971 und hat heute rund 1100 Einwohner. Begrenzt wird Sirchingen durch den Albtrauf und vom Trockental der Urlauter.
Wittlingen, gelegen auf 689 m NN, ist mit 1112 Einwohnern der größte Stadtteil Bad Urachs. Die alemannische Ursiedlung ist klimatisch günstig in einer vulkanischen Mulde gelegen. Wittlingen gehört seit dem 1. September 1971 zu Bad Urach.
Alle vier Stadtteile gehörten zum Landkreis Münsingen und wechselten jeweils anlässlich ihrer Eingemeindung oder wegen Kreisauflösung in den Landkreis Reutlingen.

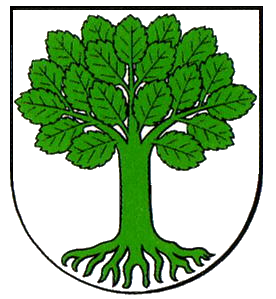
Wappen von Hengen
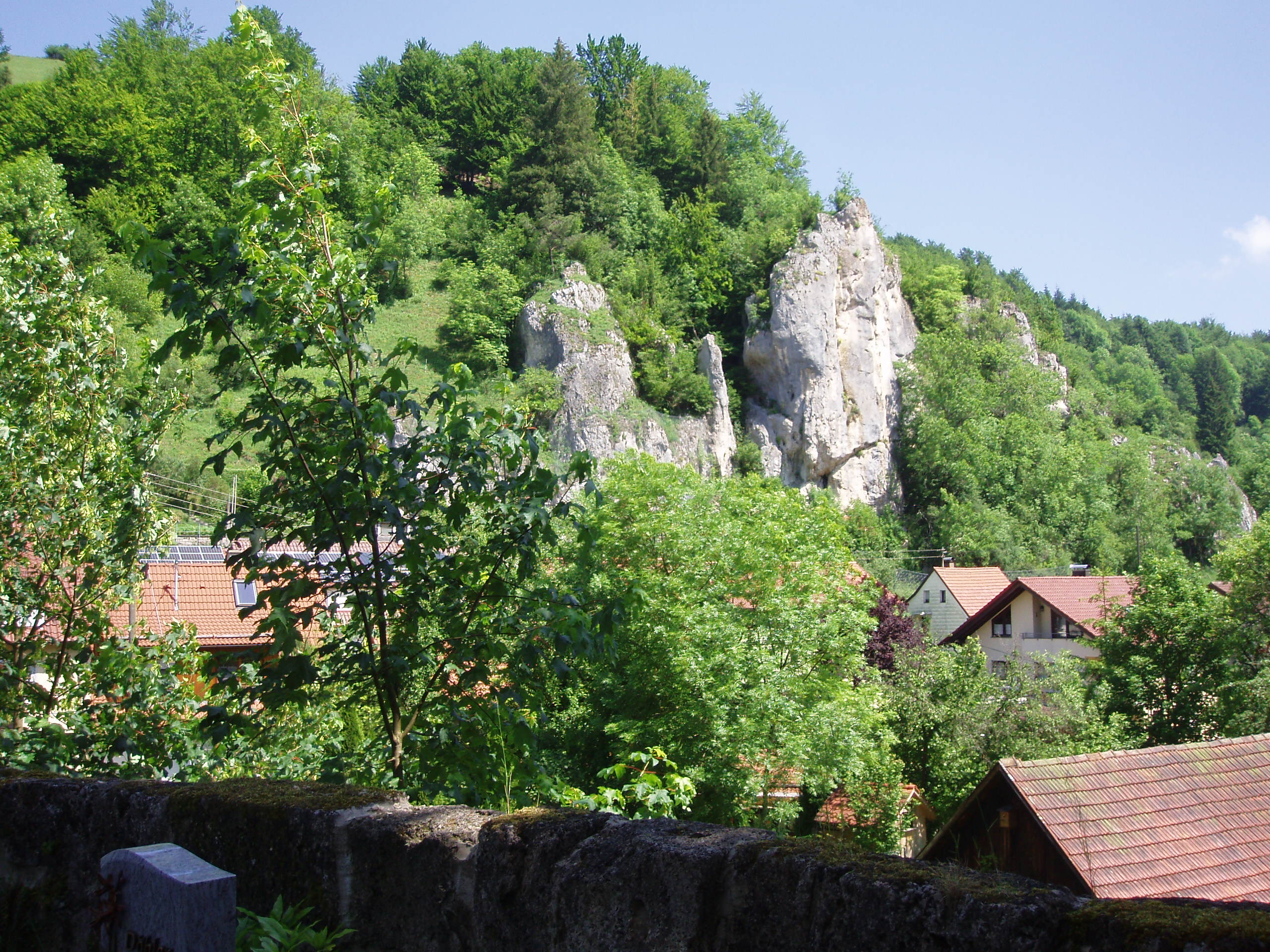
Seeburger Nägelesfels
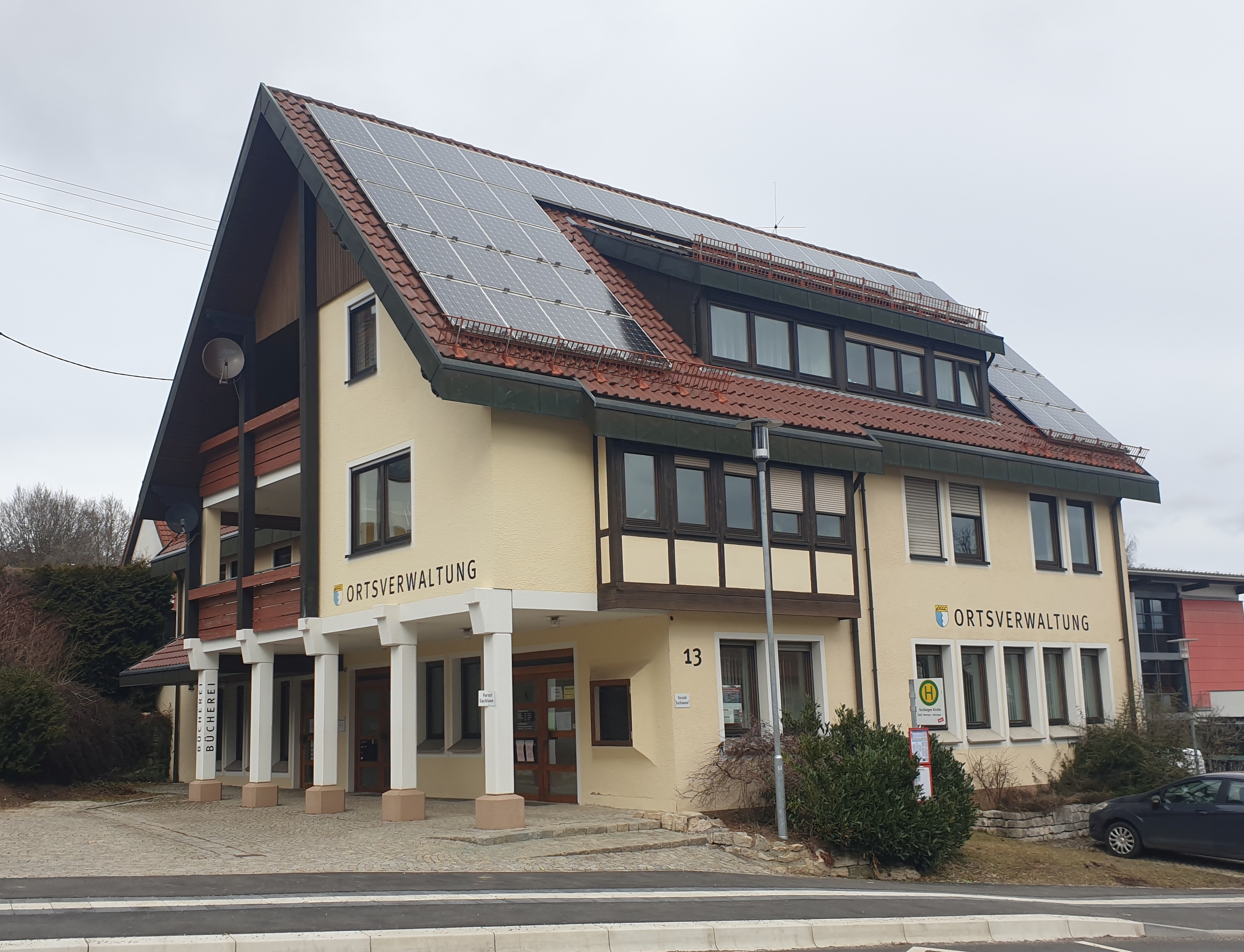
Rathaus Sirchingen (2025)
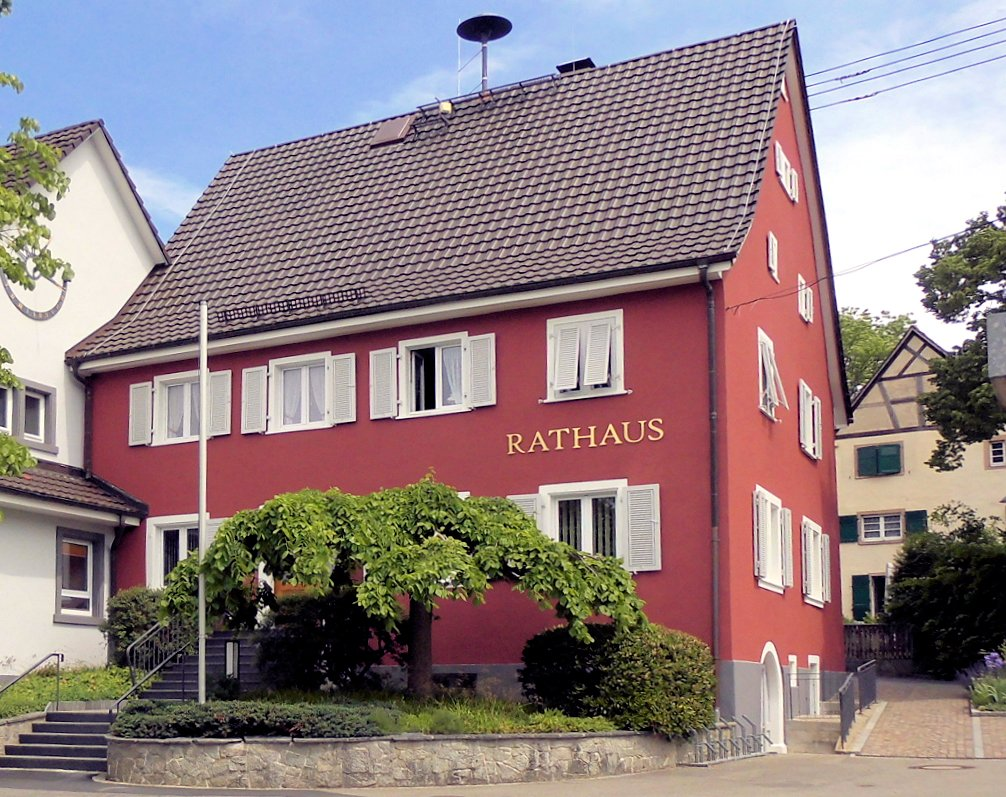
Rathaus Wittlingen (2016)

## Politik

### Gemeinderat
In Bad Urach wird der Gemeinderat nach dem Verfahren der unechten Teilortswahl gewählt. Dabei kann sich die Zahl der Gemeinderäte durch Überhangmandate verändern. Der Gemeinderat in Bad Urach besteht aus den gewählten 30 ehrenamtlichen Gemeinderäten (2019: 26) und dem Bürgermeister als Vorsitzendem. Der Bürgermeister ist im Gemeinderat stimmberechtigt. Die Kommunalwahl am 9. Juni 2024 führte zu folgendem vorläufigen Endergebnis. Die Wahlbeteiligung lag bei 54,3 % (2019: 51,4 %).
| Partei / Liste                    | Stimmenanteil | Sitze | Vergleich             |
| Freie Wählervereinigung Bad Urach | 33,3 %        | 10    | 2019: 31,4 %, 8 Sitze |
| CDU                               | 41,8 %        | 12    | 2019: 26,0 %, 7 Sitze |
| SPD/Aktive Bürger                 | 12,6 %        | 4     | 2019: 17,8 %, 4 Sitze |
| Grüne                             | 12,3 %        | 4     | 2019: 14,6 %, 4 Sitze |
| FDP                               | 0 %           | 0     | 2019: 10,2 %, 3 Sitze |

### Bürgermeister
Der Bürgermeister wird für eine Amtszeit von 8 Jahren gewählt. Markus Ewald war bis 2012 gewählt, schied aber 2008 wegen seiner Wahl zum Oberbürgermeister von Weingarten aus dem Amt aus. Am 26. Oktober 2008 wurde Elmar Rebmann (SPD) im ersten Wahlgang mit 55,86 % der abgegebenen Stimmen zu seinem Nachfolger gewählt.
- 1974–1996 Fridhardt Pascher
- 1996–2004: Markus Hase
- 2004–2008: Markus Ewald
- Seit 2009: Elmar Rebmann

Rebmann wurde im Oktober 2016 mit 93,8 % der Stimmen und im Oktober 2024 mit 71,4 % der Stimmen wiedergewählt.

### Wappen
| Wappen der Stadt Bad Urach | Blasonierung: „In Gold (Gelb) ein rotes Hifthorn mit blauer Fessel, das Mundstück mit je einer roten, silbernen (weißen) und blauen Feder besteckt.“ |
| Wappen der Stadt Bad Urach | Wappenbegründung: Das Hifthorn ist schon im frühesten bekannten Stadtsiegelabdruck von 1316 zu sehen. Seit dem 15. Jahrhundert sind Darstellungen dieser Figur im Wappenschild belegt. Eine Zeichnung des Wappens von 1596 weist erstmals drei Federn in den Farben Rot, Silber und Blau auf. Vermutlich hat der seit der Mitte des 15. Jahrhunderts geübte Brauch, das Mundstück des Hifthorns der gräflich württembergischen Helmzier mit drei – zunächst silbernen, dann blau-silber-roten – Federn zu bestecken, bewirkt, dass auch das Uracher Hifthorn ähnlich geziert wurde. |

Wappen der eingemeindeten Orte

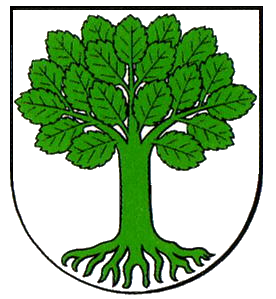
Hengen
Seeburg
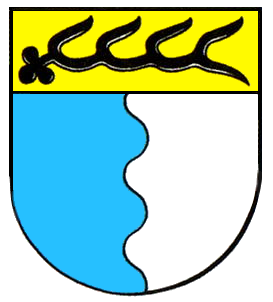
Sirchingen
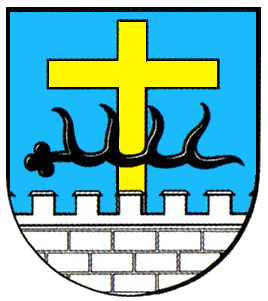
Wittlingen

### Städtepartnerschaft
- Enying in Ungarn

## Religion
Das Gebiet der heutigen Stadt Urach mit ihren Stadtteilen, die früher selbstständige Gemeinden waren, gehörte zum alten Kernland Württembergs, das ab 1534 die Reformation einführte, so dass das Gebiet fast ganz evangelisch geprägt ist. Es gibt daher in allen Stadtteilen auch eine evangelische Kirchengemeinde und eine alte Kirche. Katholiken zogen überwiegend erst nach dem Zweiten Weltkrieg zu. Die Evangelischen der Kernstadt und des Stadtteils Seeburg gehören zur Evangelischen Kirchengemeinde Bad Urach-Seeburg. Die Evangelische Kirchengemeinde Hengen-Wittlingen umfasst die gleichnamigen Stadtteile. Die evangelischen Bewohner des Uracher Stadtteils Sirchingen gehören mit denen der Gemeinde St. Johann-Upfingen zur Evangelischen Gesamtkirchengemeinde Upfingen-Sirchingen. Diese Gemeinden gehören zum Kirchenbezirk Bad Urach-Münsingen der Evangelischen Landeskirche in Württemberg.
Unter dem Dachverband DİTİB betreibt der Türkisch Islamische Kultur Verein e. V. die Moschee Mevlana Camii mit ca. 100 Mitgliedern.

## Kultur und Sehenswürdigkeiten

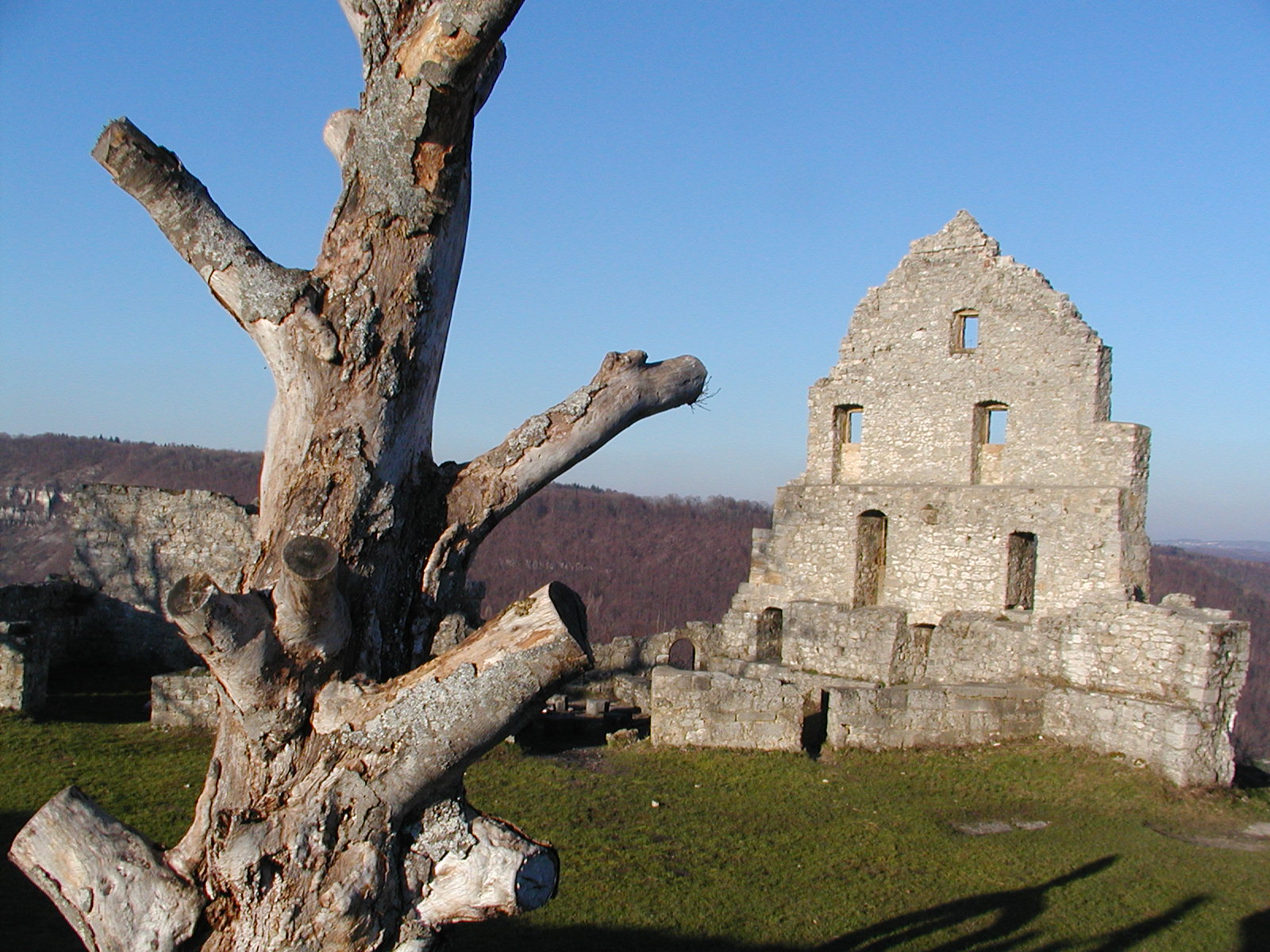
In den Festungsruinen

Bad Urach liegt an der Deutschen Fachwerkstraße, an der Heinrich-Schickhart-Kulturstraße und der Schwäbischen Albstraße.

### Museen

#### Stadtmuseum Klostermühle
Das Stadtmuseum wurde 1990 eröffnet. Von der ehemaligen Getreidemühle, die 1876 fast vollständig abbrannte, sind heute noch das Mühlrad und ein Teil des Triebwerkes erhalten. Durch das städtische Kulturreferat werden im Stadtmuseum gelegentlich Sonderausstellungen veranstaltet.

#### Residenzschloss-Museum
Das Schloss Urach wurde im 15. Jahrhundert erbaut. Ab 1442 diente es als Residenz während der württembergischen Landesteilung. Das Residenzschloss war außerdem das Geburtshaus des Grafen Eberhard V. und des Herzogs Christoph von Württemberg. Es besteht unter anderem aus der durch spätgotisches Gewölbe geprägten Dürnitz, dem „Palmensaal“ mit der ältesten Ahnenprobe nördlich der Alpen zum Nachweis der engen Verwandtschaft des Hauses Württemberg mit den Fürstenhäusern Europas, dem „Goldenen Saal“. Weiterhin besteht es aus dem Torbogen, dem Innenhof, dem Cameralamt und dem Brunnen. Außerdem ist im Schloss die größte Ausstellung barocker Prunkschlitten aus dem Bestand des Landesmuseums Württemberg untergebracht. Im Schloss werden regelmäßig Kostümführungen angeboten.

### Bauwerke
Bad Urach besitzt einen spätmittelalterlichen Marktplatz mit dem Rathaus und den Fachwerkhäusern aus dem 15. und 16. Jahrhundert (wie dem Beginenhaus) sowie das heute als Museum genutzte Residenzschloss Schloss Urach der württembergischen Grafen.
In der Nähe der Stadt befinden sich die Festungsruinen der Hohenurach sowie der Burg Hohenwittlingen.

#### Evangelische Kirchen

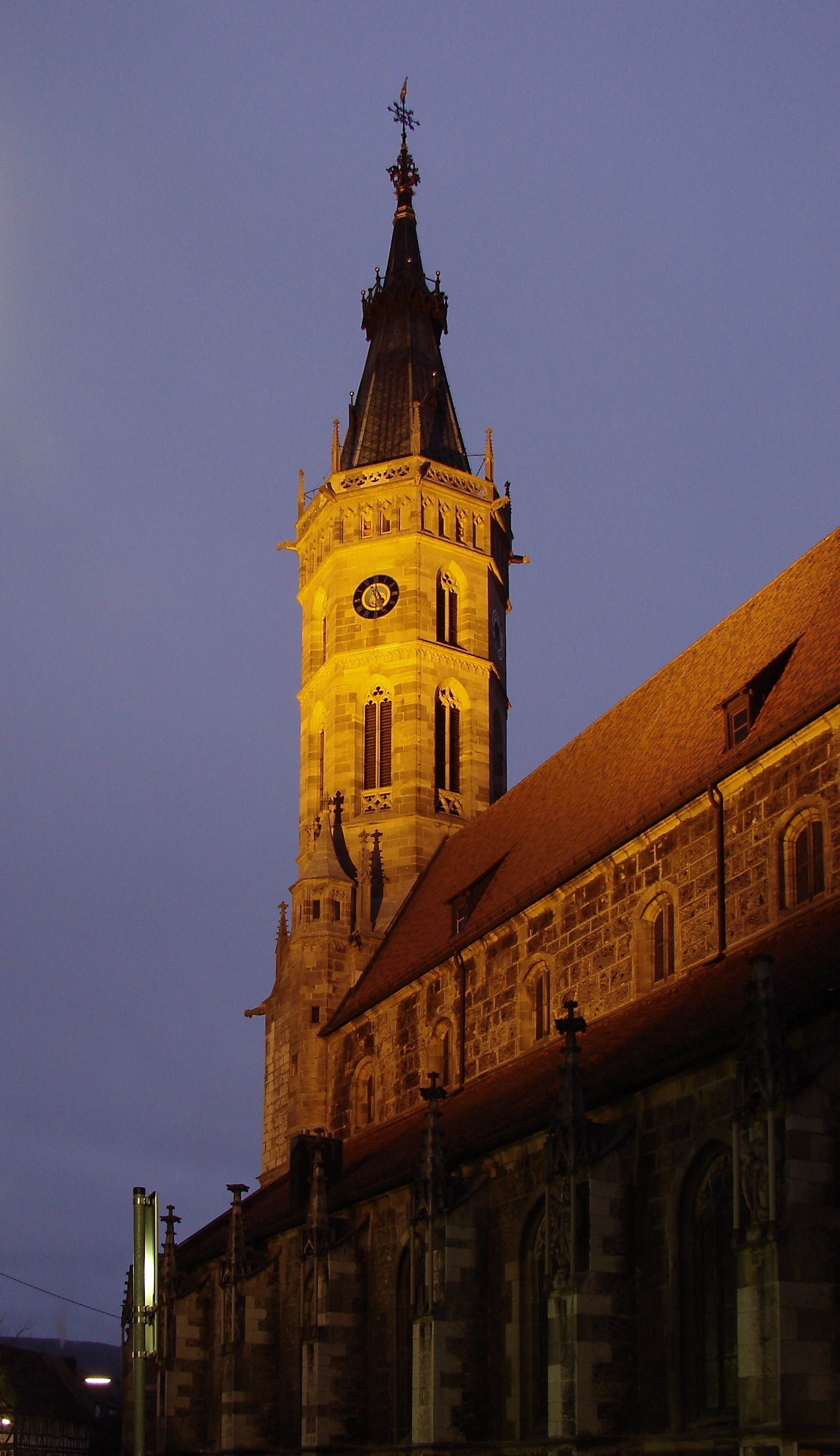
Stiftskirche St. Amandus

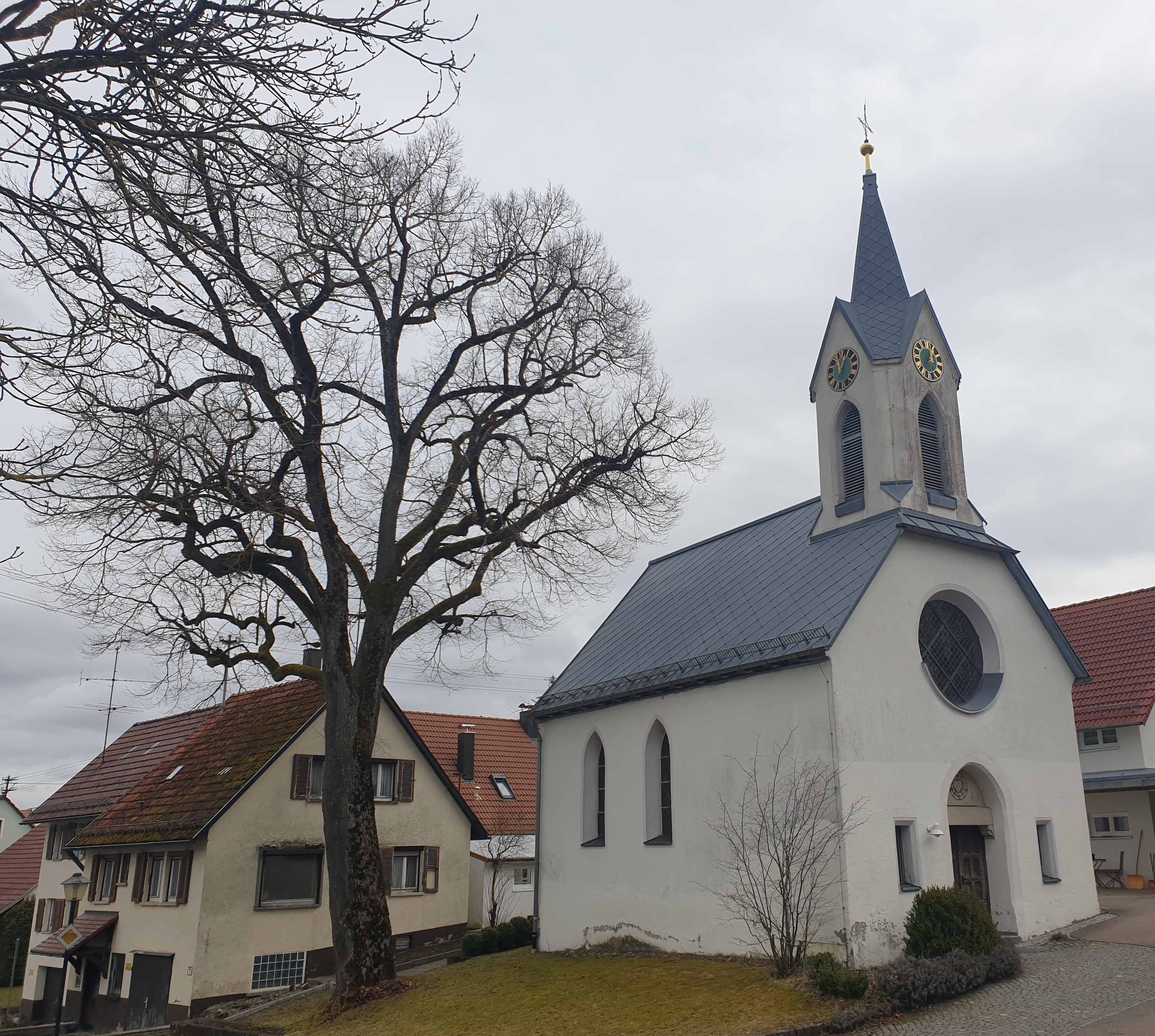
Kirche in Sirchingen (2025)

- Bad Urach, Amanduskirche:[33] Die Stiftskirche St. Amandus ist eine der bedeutendsten spätgotischen Kirchen mit Netz- und Sterngewölbe in Württemberg.[34] Sie wurde von 1475 bis 1499 unter dem in Urach geborenen und residierenden württembergischen Grafen Eberhard V. („Eberhard im Bart“) zunächst von Werkmeister Hans Koch erbaut. Nach dessen Tod wurde sie von 1481 bis 1499 durch den Steinmetzen und Architekten Peter von Koblenz vollendet. Nach Einführung der Reformation wurde Urach bald Sitz eines württembergischen Dekanats. 1896 bis 1901 wurde der Turm der Kirche erhöht. Die reichhaltige Ausstattung von der Bauzeit bis ins 20. Jahrhundert umfasst Bildhauerarbeiten in Stein (Kanzel, Taufstein von Christoph von Urach, Bauplastik) und Holz (Chorgestühl, gräflicher Betstuhl,[35] Epitaphien), Wand- und Glasmalerei sowie Kunstschmiedearbeit (Altargitter von 1650, Chorgitter von 1675). Am Ende des 19. Jahrhunderts wurde die Stiftskirche umfassend restauriert und teilweise neugotisch gefasst.[36] An der Nordseite der Amanduskirche befindet sich der Mönchshof, ursprünglich Chorherrenstift, heute als Stift Urach das Einkehrhaus der Evangelischen Landeskirche in Württemberg. Die Amanduskirche wurde von der Denkmalstiftung Baden-Württemberg zum Denkmal des Monats Dezember 2006 ernannt.
- Bad Urach, Dietrich-Bonhoeffer-Haus:[33] Es wurde 1964 errichtet und vom Weilheimer Glas- und Objektkünstler Gerhard Dreher mit Beton- oder Dickglasfenstern ausgestattet.
- Bad Urach, Stiftskapelle:[37] Saskia Schultz schuf 2011 ein Glaskreuz für den Andachts- und Meditationsraum mit Blick in den Chor der Amanduskirche.
- Hengen, All-Heiligen-Kirche:[38] Die um 1500 erbaute Kirche wurde 1534 mit der Reformation evangelische Pfarrkirche, bevor sie im Dreißigjährigen Krieg zusammen mit dem Ort fast komplett zerstört wurde. Ende des 17. Jahrhunderts wurde die Kirche auf ihrem einstigen Fundament wiedererrichtet. Die Chorturmkirche wurde 1895 renoviert und dabei das Ostfenster geschlossen. Das Kanzelfenster und ein Schiff-Fenster gestaltete die Stuttgarter Glaskünstlerin Anna-Dorothea Kunz-Saile 1995/96 mit den Motiven Sämann und Ernte und Guter Hirte.
- Seeburg, Johanneskirche:[33] Die Johanneskirche wurde im Jahr 770 erstmals erwähnt und gehört zur Kirchengemeinde Bad Urach. Ihre Ursprünge gehen in das 13. Jahrhundert zurück, wovon heute noch die Chorapsis, ein romanisches Nordfenster im Chorraum, die Ostwand und das Sakramentshäuschen (Tabernakel) im Chorbogen erhalten sind. Das Kirchenschiff wurde 1720 errichtet und die Kirche 1871, 1961 (von Architekt Friedrich Veit) und in neuerer Zeit renoviert. Bei der Renovierung 1961 wurde die Orgelempore, die den Chorraum völlig verstellt hatte, entfernt und ein moderner Altar und Taufstein geschaffen sowie die Wand- und Gewölbemalerei freigelegt und restauriert.[39] Die Seccomalerei in der Apsis stammt aus der Zeit um 1280. Ebenfalls aus dem 13. und 14. Jahrhundert stammen die Fresken im Chorraum. Sie stellen Christus als Weltenherrscher dar, umgeben von den vier Evangelistensymbolen. Auf das Jahr 1370 lässt sich eine weitere Fresko-Darstellung datieren, sie zeigt Szenen der Geschichte Johannes des Täufers. Vom Stuttgarter Künstler Wolf-Dieter Kohler wurde 1961 das südliche Chorfenster mit einer ungegenständlichen Glasmalerei gestaltet.

- Sirchingen, Kirche:[40] Die heutige Kirche wurde 1883 erbaut. Dort stand zuvor eine kleinere offene Kapelle, die seit 1496 bezeugt war.[41] Das jetzige Kirchengebäude wurde von dem Stuttgarter Architekt Friedrich Elsäßer,[42] dem Büro- und Bauhüttenleiter von Christian Friedrich von Leins, errichtet. Es hat etwa 60 Sitzplätze und wurde zuletzt im Jahre 1998 renoviert.
- Wittlingen, Johanneskirche:[38] Es gab wohl schon seit der Ersterwähnung des Ortes Ende des 11. Jahrhunderts einen Kirchenbau. Die heutige Johanneskirche besteht aus dem spätgotischen Chor des 15. Jahrhunderts und dem Schiff, das früher wohl so schmal wie der Chor war. Möglicherweise schon bald nach Einführung der Reformation, spätestens 1720 im Zusammenhang mit der Errichtung des achteckigen Turms wurde das Kirchenschiff für den stärkeren Gottesdienstbesuch asymmetrisch nach Süden erweitert und dort mit einer Empore gegenüber der Nordwand-Kanzel versehen. Bei der Renovierung 1873 wurde eine neue Orgel im Chor eingebaut, 1930 jedoch auf die Empore umgesetzt. In beiden Jahren stiftete die einheimische Familie Weinland (David Friedrich Weinland und Ernst Weinland) für die Innenausstattung: 1873 den Taufstein aus weißem Sandstein und 1930 das Farbfenster im Chor, entworfen vom Bietigheimer Künstler Adolf Hess (1893–1953) mit dem Weihnachtsmotiv der Geburt Jesu. Die Innenrenovierung 1979/80 brachte die Freilegung der Wandgemälde im Chor. 2004 wurde das Kirchenschiff erneut renoviert. Eine Besonderheit ziert das modern blankverglaste Kanzelfenster, nämlich eine Einzelscheibe mit gotischer Glasmalerei um 1500 aus einer Augsburger Werkstatt: eine Madonna mit Kind in Strahlenkranz-Mandorla, auf einer goldenen, ungewöhnlich nach unten offenen Mondsichel stehend (Mondsichelmadonna).[43] Die kleinste Glocke im Geläut wurde um 1400 gegossen, die große stammt von 1764 und die mittlere von 1960.

#### Stift Urach
Das Stift Urach wurde im späten 15. Jahrhundert von Graf Eberhard V. von Württemberg als klösterliche Gemeinschaft für die Brüder vom gemeinsamen Leben in seiner Residenzstadt Urach gegründet. Die Gebäude bilden gemeinsam mit der Stiftskirche St. Amandus ein klösterliches Ensemble. Stift Urach ist seit 1980 das Einkehrhaus der Evangelischen Landeskirche in Württemberg in Bad Urach.

#### Haus am Gorisbrunnen
Das Haus am Gorisbrunnen war früher als Stadthaus, vermutlich für Gäste des Hofes, bekannt.
Es wurde im Auftrag des Grafen Eberhard V. erbaut. Bekannt als der „Vorbote der Renaissance“, wurde das Bauwerk 1977 und 1981 restauriert und rekonstruiert.

#### Altes Rathaus
Das alte Rathaus war 1562 das Interimsrathaus von Bad Urach. Danach diente es als städtisches Wohn- und Lagergebäude. Bis 1927 diente das alte Rathaus als Unterkunft für ärmere Bürger. Weiterhin hatte es die Funktion einer Spinnanstalt, eines Schulhauses und eines Waaghauses. Heute befindet sich im alten Rathaus – nach einem vernichtenden Brand 1929 – ein Hotel.

#### Rathaus
Das Rathaus ist ein Bauwerk aus dem Jahr 1440, erweitert wurde es 1562. 1907 und 1908 erfolgte ein Umbau. Bis zur Mitte des 19. Jahrhunderts verkauften Bäcker und Metzger ihre Waren im Erdgeschoss. Nach dieser Zeit war das Erdgeschoss bis 1939 ein Fruchtmarkt, bis ins 16. Jahrhundert eine Ratsdiele, sowie bis zum Beginn des 20. Jahrhunderts ein Ratssaal und in den Jahren 1907 und 1908 eine Arkade mit Wappenreihe.

#### Marktplatz
Das Schäferlauf-Denkmal von Peter Lenk wurde anlässlich des 300-jährigen Schäferlauf-Jubiläums 2023 auf dem Bad Uracher Marktplatz errichtet. Das Denkmal zeigt das Schäferfest in seinem ursprünglichen Kern, ohne ortsspezifische Verzierungen.

#### Altes Oberamt
Erbaut in der Mitte des 15. Jahrhunderts, wurde das Gebäude 1568 zur Herberge zum goldenen Kreuz. Von 1812 bis 1938 hatte es die Funktion des Oberamts.

#### Webervorstadt
Die Webervorstadt besteht aus vier Häuserzeilen mit insgesamt 29 Häusern, die nach den Plänen von Heinrich Schickhardt entstanden. Erbaut wurde die Webervorstadt unter Herzog Friedrich I. von Württemberg 1599.

#### Haus auf der Alb
Am Albtrauf liegt das 1930 erbaute Haus auf der Alb, ein ehemaliges Erholungsheim, das heute vom Land Baden-Württemberg als Tagungsstätte der Landeszentrale für politische Bildung genutzt wird.

### Parks
Der Kurpark verbindet im Kurzentrum die „AlbThermen“ mit dem „Haus des Gastes“, zwei Kliniken und zwei Hotels. Er wird vom Flüsschen Erms durchzogen, über welches zwei Brücken führen. Mehrere Bronzestatuen – von Kurt E. Grabert, Dieter Läpple und Martin J. J. Kirstein – sind aufgestellt.

### Naturdenkmäler

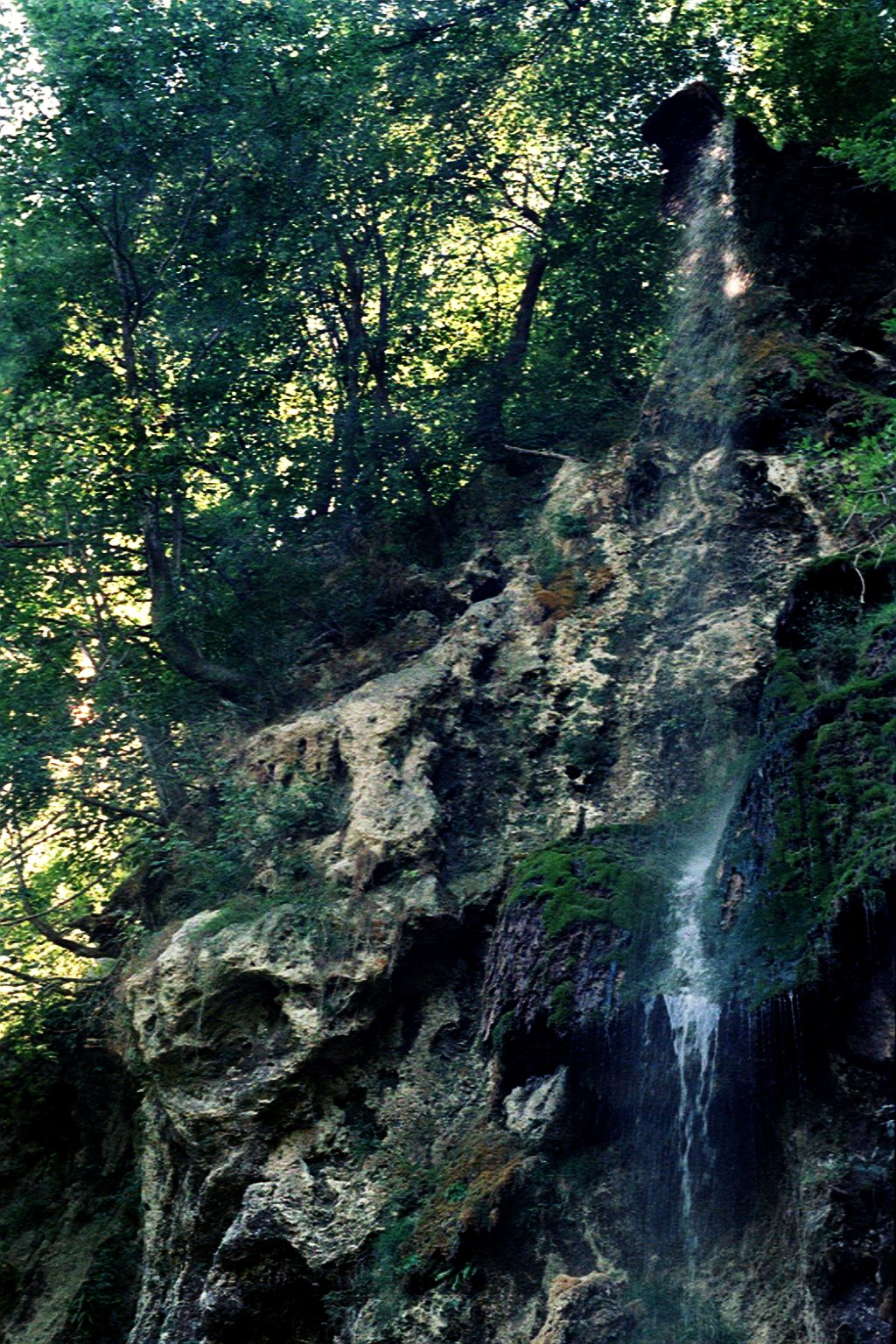
Uracher Wasserfall in der Hitzeperiode 2003

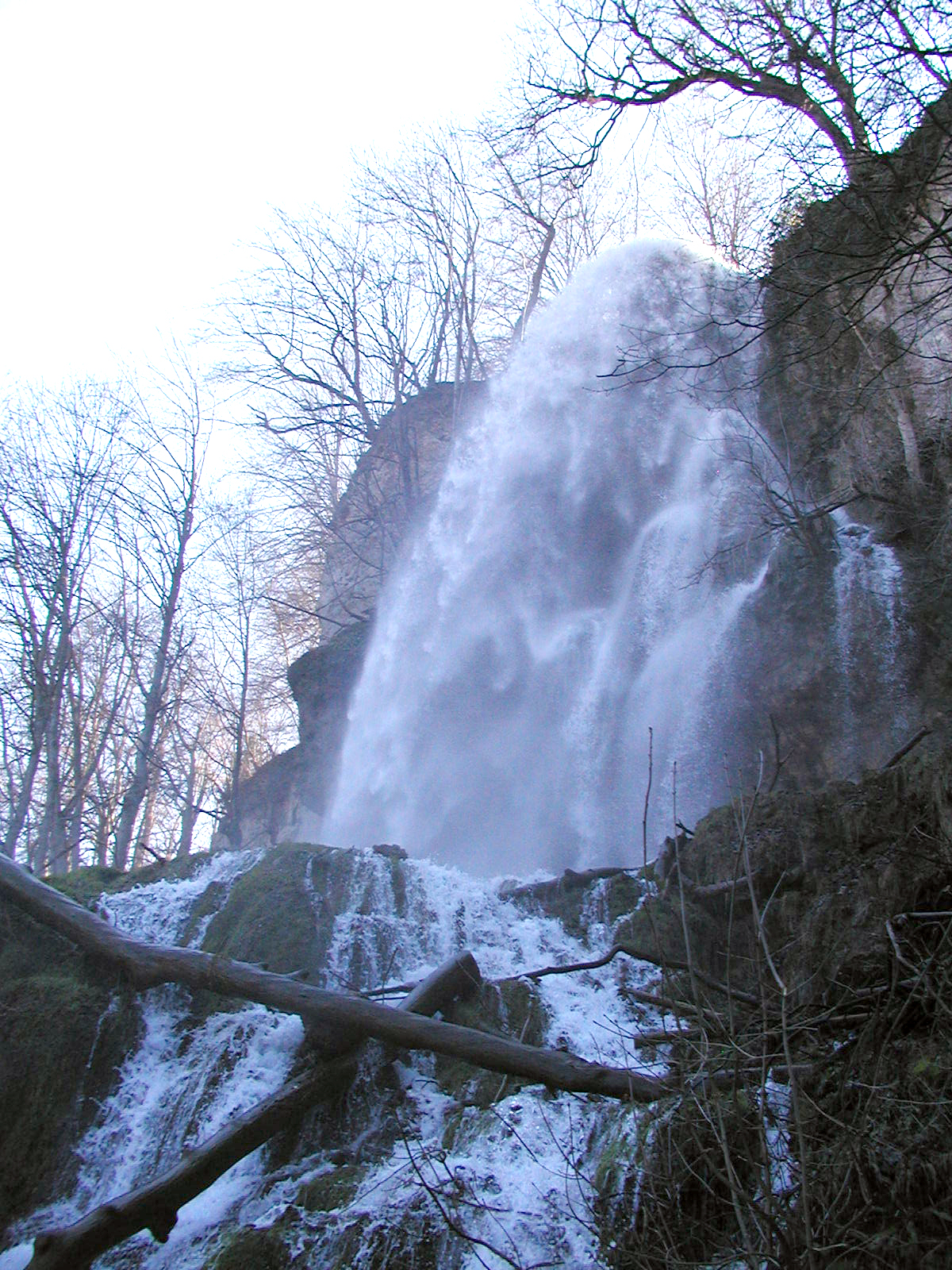
Wasserfall bei Bad Urach, April 2005

Touristische Anziehungspunkte sind die Falkensteiner Höhle und der Uracher Wasserfall, der aus einem kalkhaltigen Quellgebiet gespeist wird und im Laufe der Zeit eine Spitze an den Hang der Schwäbischen Alb gebildet hat. Weniger bekannt aber ebenso attraktiv ist der Gütersteiner Wasserfall, auf halber Höhe hinter der Kartause Güterstein des Haupt- und Landgestüts Marbach gelegen.

### Vereine
- KGC Bad Urach e. V. (Minigolf)
- 1. Narrenzunft Bad Urach e. V.
- DLRG Ortsgruppe Bad Urach e. V.
- Bad Urach – aktiv e. V.
- Fanfarenzug Bad Urach e. V. 1962
- Reit- und Fahrverein Bad Urach e. V. 1949
- FV Bad Urach e. V.
- Musikverein Bad Urach 1992 e. V.
- TSV Urach 1847 e. V.
- NaturFreunde Bad Urach e. V.
- Gesangverein 1889 Hengen
- Schützengilde Hengen e. V.
- Sportfreunde Hengen e. V.
- DRK-Ortsverein Bad Urach
- Ev. Posaunenchor Bad Urach
- Verschönerungsverein Bad Urach 2003 e. V.
- Obst- und Gartenbauverein 1971 e. V.
- zahlreiche weitere Vereine der Ortsteile

### Jugendarbeit
- Bauwagen Bad Urach 1997 e. V.
- forum 22 – Kino, Café und Kultur, freies Jugendprojekt des Bad Uracher Stadtjugendrings
- Pfadfinder Bad Urach
- Das Jugendcafé Oase, früher als Teestube Oase bekannt, ist jeden Freitagabend (außer in den Ferien) ab 19.00 Uhr im Gemeinschaftshaus des Württembergischen Brüderbunds, Langestraße 25, geöffnet. Es werden geistliche Inputs, kleine Snacks, Tischbillard, Tischfußball und eine entspannte Atmosphäre geboten. Ein paar mal im Jahr werden größere Events wie z. B. Konzerte oder Jugos veranstaltet.
- Jugendclub Seeburg e. V.
- Deutsches Jugendrotkreuz
- Jugendorchester der Stadt Bad Urach
- Württembergischer Christusbund Bad Urach e. V.

### Regelmäßige Veranstaltungen
- Herbstliche Musiktage Bad Urach: Festival der klassischen Musik
- Frühjahrs- und Herbstkonzert des Jugendblasorchesters und Musikvereins Bad Urach
- Internationales Frauenhandballturnier des TSV Bad Urach
- Uracher Schäferlauf, findet nur in ungeraden Jahren statt[45]
- Rock Days: Zweitägiges Festival mit 14 Bands, veranstaltet vom Verein Rock Days e. V. Die Bands kommen größtenteils aus der Region. Mit ca. 500 Besuchern pro Abend eine der größten Veranstaltungen dieser Art in der Umgebung.
- Stadtfest im Wechsel mit dem Schäferlauf
- KulturMomente: die städtische Veranstaltungsreihe des Amtes für Tourismus, Kultur und Stadtmarketing

### Drehort
Dreharbeiten für die deutsche Filmkomödie „Kleine Leute mal ganz groß“ von Herbert B. Fredersdorf aus dem Jahr 1958 mit den Hauptdarstellern Bibi Johns, Dieter Eppler, Gustav Knuth, Walter Gross und Inge Egger fanden im September 1958 im schwäbischen Bad Urach, auf Schloss Lichtenstein und in Berlin sowie in den CCC-Studios Berlin-Spandau statt.
Ab September 2011 war Bad Urach Drehort für die Vorabend-Krimiserie im Ersten Heiter bis tödlich: Fuchs und Gans. 2009 und 2010 wurden die Folgen der Fernsehserie, sowie 2017 der Film Laible und Frisch in Bad Urach gedreht.

### Kulinarische Spezialitäten
Einer Sage zufolge wurde die Brezel in Bad Urach erfunden:
Frieder, der Uracher Bäcker und Hofbäcker von Graf Eberhard im Barte, war beim Grafen in Ungnade gefallen, er hatte die Freundschaft und das Wohlwollen des Grafen durch üble Nachreden verloren. […]
Da er ein guter Herrscher war, ließ er den Frieder ins untere Schloss bringen und sprach: Nur weil ich deine Backkunst schätze, will ich dir noch eine Chance geben. Wenn du innerhalb von drei Tagen einen Kuchen oder ein Brot erfindest, durch welches dreimal die Sonne scheint und das mir besser schmeckt als alles was ich kenne, dann sollst du frei sein!
Dergleichen Sagen finden sich jedoch auch an mehreren anderen Orten, etwa im nahe gelegenen Altenriet, wo jedes Jahr ein Brezelmarkt gefeiert wird.

### Premiumwanderwege Grafensteige
Seit Januar 2014 gibt es in Bad Urach fünf sogenannte Premiumwanderwege, die nach den Kriterien des Deutschen Wanderinstituts hinsichtlich ihrer Qualität geprüft worden sind. Der Wasserfallsteig, der Hohenurachsteig, der Hochbergsteig, der Hohenwittlingensteig und der Seeburgsteig bilden zusammen die Bad Uracher Grafensteige. Der Wasserfallsteig wurde im August 2016 von Lesern der Fachzeitschrift Wandermagazin als Deutschlands schönster Wanderweg 2016 im Bereich Touren gewählt.

### Mineral-Thermalbad „AlbThermen“
Das Mineral- und Thermalbad „AlbThermen“ liegt im Kurzentrum. Das aus zwei Heilquellen in 770 Meter Tiefe entnommene Mineral-Thermalwasser mit einer Quelltemperatur von 61° speist sechs Innen- und Außenbecken mit Badetemperaturen zwischen 32° und 38°. Zusätzlich zum Textilbadebereich gibt es eine 3000 m² große Saunalandschaft mit klassischer finnischen Sauna, eine mit 55° besonders milde Biosauna, eine Dampfkammer sowie Blockhaussaunen.
Heilanzeigen des Mineralwassers:
- degenerative und chronisch entzündliche Gelenkleiden
- Erkrankungen der Wirbelsäule und Rückenmuskulatur
- Unfallbehandlungen sowie Rehabilitation nach gelenkchirurgischen Eingriffen
- vegetative Dystonie und Prophylaxe vegetativnervöser Störungen
- Herz-, Gefäß- und Kreislauferkrankungen
- neurologische Leiden

Gegenanzeigen des Mineralwassers:
- akuter Gelenkrheumatismus
- frisch entzündliche Prozesse
- nicht kompensierte Herz- und Kreislauferkrankungen und andere maligne Prozesse
- kachektische Zustände
- Herzinsuffizienz ab Stadium 3 NYHA
- Herzrhythmusstörungen ab Lown 3b
- Ateminsuffizienz

### „Entdeckerwelt Bad Urach“
Die „Entdeckerwelt Bad Urach“ ist ein interaktives Museum für Kinder im Alter von ca. 7 bis 13 Jahren. Das Hauptangebot sind drei Touren, zwei in der Stadt und eine im Wald, bei denen die Kinder jeweils eine Geschichte durchleben und ein Rätsel lösen. Die Geschichten sind als Hörspiel konzipiert. Die einzelnen Kapitel kann man abrufen, indem man in der Stadt oder im Wald versteckte QR-Codes in der richtigen Reihenfolge findet und mit dem zur Verfügung gestellten Tablet einscannt. Die „Entdeckerwelt Bad Urach“ ist seit 2015 Infostelle des UNESCO Geoparks Schwäbische Alb.

## Wirtschaft und Infrastruktur

### Verkehr
Die Bundesstraße 28 führt durch die Stadt und verbindet sie im Westen mit Reutlingen und Tübingen und im Osten mit Ulm. Die B 465 führt von Bad Urach aus über die Schwäbische Alb nach Ehingen und Biberach.
Die Ermstalbahn verbindet Bad Urach mit Metzingen, wo Übergang zur Bahnstrecke Plochingen–Immendingen besteht, auf diesem Abschnitt auch als Neckar-Alb-Bahn bekannt. Im Rahmen des Projekts Regional-Stadtbahn Neckar-Alb wurde die Strecke elektrifiziert.
Der Öffentliche Nahverkehr ist in den Verkehrsverbund Neckar-Alb-Donau (NALDO) integriert. Die Stadt befindet sich in der Wabe 221. Für die Stadt selbst gilt der Stadttarif 21.
Bad Urach liegt zudem am Schwäbische-Alb-Radweg, einem Fernradweg, der vom Bodensee nach Nördlingen über die gesamte Schwäbische Alb führt und dabei von Münsingen nach Bad Urach hinab und weiter nach Grabenstetten hinauf verläuft.

### Gericht, Behörden und Einrichtungen
Bad Urach verfügt über ein Amtsgericht, das zum Landgerichtsbezirk Tübingen und Oberlandesgerichtsbezirk Stuttgart gehört. Ferner besitzt Bad Urach ein Finanzamt. Leider wurde die bis 30. April 2023 vor Ort geführte Ermstal-Klinik geschlossen.
Die Stadt ist auch Sitz des Kirchenbezirks Bad Urach der Evangelischen Landeskirche in Württemberg.

### Bildung
In der Stadt befinden sich das Graf-Eberhard-Gymnasium, die Geschwister-Scholl-Realschule, seit 2012 die nach Barbara Gonzaga benannte Barbara-Gonzaga-Gemeinschaftsschule Bad Urach, die Grundschule im Stadtteil Wittlingen, zwei Förderschulen sowie eine kaufmännische Schule.

### Tourismus
Bad Urach hat eine weit ins 19. Jahrhundert hineinreichende Tradition als Urlaubsort und Ausflugsziel und führt die Prädikate Luftkurort und Heilbad. Die erfolgreiche Bohrung nach Mineralthermalwasser und dessen Erschließung führte 1983 zur Anerkennung als Heilbad, was einen Boom in der touristischen Erschließung auslöste. Das Statistische Landesamt Baden-Württemberg weist für Bad Urach im Jahr 2012 367.344 Übernachtungen aus.

## Persönlichkeiten

### Ehrenbürger
- 1977: Martha Munz-Magenwirth (1907–1998), Unternehmerin
- 1993: Hermann Prey (1929–1998), Opernsänger
- 2010: Elisabeth Dettinger (1925–2012), Unternehmerin
- 2017: Fridhardt Pascher (* 1936), Bürgermeister von Bad Urach
- 2022: Helmut Haussmann (* 1943), Politiker der FDP und Unternehmer[50]
- 2024: Cem Özdemir (* 1965), Politiker der Partei Bündnis 90/Die Grünen[51]

### Söhne und Töchter der Stadt
- Agnes von Zähringen (um 1158–1239), Gräfin von Urach
- Gottfried von Neifen (Anfang 13. Jahrhundert – ca. 1255), Minnesänger
- Herzog Eberhard I. (1445–1496), Erster Herzog von Württemberg
- Georg I. von Württemberg-Mömpelgard (1498–1558), Graf von Württemberg-Mömpelgard
- Herzog Christoph (1515–1568), Vierter Herzog von Württemberg
- Simon Studion (1543–1605?), württembergischer Dichter, Landeshistoriker und -archäologe, Verfasser religionspolitischer Schriften
- Thomas Schott (1578–1634), deutsch-schweizerischer Orgelbauer
- Joseph Schmid (16. Jahrhundert), Bildhauer
- Daniel Hauff (1629–1665), Rechtsadvokat während der Hexenprozesse
- Johann Eberhard Georgii (1694–1772), Jurist und württembergischer Politiker
- Johann Carl Seubert (1760–1845), württembergischer Oberamtmann
- Eberhard Heinrich Georgii (1765–1841), Offizier und Obertribunaldirektor
- Andreas Hauser (1770–1860), geboren in Wittlingen, württembergischer Landtagsabgeordneter und Amtsbürgermeister in Marbach
- Christian Johann Klett (1770–1823), Mediziner, Leibarzt der Grafen von Erbach, Stadtarzt in Heilbronn
- Karl Christian Schmid (1787–1852), württembergischer Oberamtmann
- Ferdinand Ludwig Immanuel Dillenius (1791–1871), württembergischer Pfarrer und Dekan, der sich auch als Übersetzer, Dichter und Heimatforscher betätigte
- Christian August Maximilian Rau (1800–1846), Uracher Stadtschultheiß und Landtagsabgeordneter
- Ludwig von Georgii (1810–1896), Theologe, Generalsuperintendent in Tübingen
- Adolf Krauß (1813–1884), Jurist
- Adolph Klett (1818–1880), württembergischer Oberamtmann
- Karl Reinhold von Köstlin (1819–1894), evangelischer Theologe
- Georg Friedrich von Lenz (1834–1910), Jurist, Reichstagsabgeordneter
- Dietrich Kerler (1837–1907), Historiker und Bibliothekar
- Karl Rieker (1857–1927), Rechtswissenschaftler und Rechtshistoriker
- Rudolf Friedrich Weinland (1865–1936), Apotheker und Chemiker
- Paul Göbel (1870–1921), Oberbürgermeister von Heilbronn
- Ernst Jäckh (1875–1959), Journalist und Hochschullehrer
- Eugen Kleih (1883–1955), Verwaltungsbeamter, Landrat
- Max Friz (1883–1966), Ingenieur
- Wilhelm Mayer (1886–1950), General der Luftwaffe
- Otto Färber (1892–1993), Journalist und Schriftsteller
- Georg Joos (1894–1959), Physiker
- Siegmund George Warburg (1902–1982), emigrierter Bankier
- Walter Eisele (1904–nach 1961), Jurist im „Dritten Reich“
- Hans Widmann (1908–1975), Buchwissenschaftler und Bibliothekar
- Heinz Dietrich Metzger (1926–2023), evangelischer Pfarrer und Gesangbuchforscher
- Karl Kuhn (1934–2014), Biologe und Pädagoge
- Winrich Scheffbuch (* 1938), Theologe und Pfarrer
- Immo Appenzeller (* 1940), Astronom
- Friedrich Wilhelm Nagel (1940–2024), Agrarwissenschaftler und Ökonom
- Reinhard Breymayer (1944–2017), Philologe und Pietismusforscher
- Werner Weber (1945–2014), Physiker und Hochschullehrer
- Herbert Haas (* 1954), Betriebswirt
- Dieter Notz (* 1955), Skilangläufer
- Cem Özdemir (* 1965), Politiker der Partei Bündnis 90/Die Grünen
- Bernd Siefert (* 1967), deutscher Konditormeister und Weltmeister der Konditoren
- Markus Pleuler (* 1970), Fußballspieler und -trainer
- Renate Hodak-Maier (* 1972), Handballspielerin
- Ulrike C. Tscharre (* 1972), Schauspielerin
- Anja Kempe (* 1973), Künstlerin und Hochschullehrerin
- Hedwig Richter (* 1973), Historikerin und Professorin
- Katrin Zöfel (* 1976), Biologin, Wissenschaftsjournalistin und Rundfunkredakteurin
- Anja Knapp (* 1988), Triathletin, Europa- und Weltmeisterin
- Philipp Keinath (* 1990), Handballspieler
- Florian Notz (* 1992), Skilangläufer
- Dilara Uralp Palombo (* 1995), türkische Windsurferin
- Fabian Fallert (* 1997), Tennisspieler
- Marvin Pieringer (* 1999), Fußballspieler
- Jakob Manz (* 2001), Jazzmusiker

### Persönlichkeiten, die in der Stadt gewirkt haben
- Heinrich von Württemberg (1448–1519), Dompropst in Eichstätt und Graf in Mömpelgard, von 1490 bis zu seinem Tod auf Hohenurach inhaftiert
- Hans Ungnad (1493–1564), österreichischer Staatsmann, der ab ca. 1557 in Urach eine Buchdruckerei unterhielt und zur Verschriftlichung südslawischer Sprachen entscheidend beitrug.
- Nicodemus Frischlin (1547–1590), Dichterhumanist, war auf der Festung Hohenurach eingekerkert und stürzte bei einem Fluchtversuch am 29. November 1590 zu Tode
- Matthäus Enzlin (1556–1613), Jurist und Geheimer Rat des Herzogs, auf Hohenurach inhaftiert und auf dem Marktplatz in Urach hingerichtet
- Andreas Carolus (1632–1704), Theologe, Kirchenhistoriker und Abt, Spezialsuperintendent von Urach
- Eduard Mörike (1804–1875), Lyriker, besuchte ab 1818 in Urach das evangelische Seminar
- Carl Heinrich Rösch (1807–1866), Arzt und Sozialreformer, war in den 1840er Jahren Oberamtsarzt in Urach, als solcher Gründer der Heil- und Pflegeanstalt Mariaberg (heute Mariaberg e. V.)
- Georg Stahl (1880–1974), Architekt der „Villa Irene“, Hirschseeweg (mit Arthur Bossert)
- Willi Baumeister (1889–1955), Künstler, lebte seit 1943 in Urach
- Karl Raichle (1889–1965), Zinnschmied und Metallkünstler, gründete 1928 in Urach mit der Kommune am Grünen Weg den an verschiedenen nonkonformistischen und lebensreformerischen Ideen orientierten Uracher Kreis.
- Johannes R. Becher (1891–1958), Dichter, Politiker, Kulturminister und Verfasser der Nationalhymne der DDR. Er war Mitglied des Uracher Kreises
- Hugo Ferdinand Boss (1885–1948), deutscher Textilunternehmer, legte mit seiner Schneiderei den Grundstein für den Bekleidungshersteller Hugo Boss AG, machte eine dreijährige kaufmännische Ausbildung in Bad Urach.
- Anna Müller-Tannewitz (* 1899; † 1988 oder 1989) deutsche Jugendbuchautorin, die ab 1982 in Bad Urach lebte.
- Hermann Prey (1929–1998), Opernsänger (Bariton), Mitbegründer und langjähriger künstlerischer Leiter des Festivals Herbstliche Musiktage Bad Urach.
- Hans Eißler (1931–2005), Jurist (Direktor des Amtsgerichts Bad Urach) und Präsident der Synode der Evangelischen Landeskirche in Württemberg
- Helmut Haussmann (* 1943), Politiker der FDP und Unternehmer
- Ekke Hoffmann (* 1943), ehemaliger Bundestrainer der deutschen Handballnationalmannschaft der Frauen; ehemals Lehrer an der Grund- und Hauptschule Bad Urach